# Cà phê
Cà phê (bắt nguồn từ tiếng Pháp: café [/kafe/]) là một loại thức uống được ủ từ hạt cà phê rang, lấy từ quả của cây cà phê. Các giống cây cà phê được bắt nguồn từ vùng nhiệt đới châu Phi và các vùng Madagascar, Comoros, Mauritius và Réunion trên các khu vực thuộc đường xích đạo. Giống cây này được xuất khẩu từ châu Phi tới các nước trên thế giới và hiện nay đã được trồng tại tổng cộng hơn 70 quốc gia, chủ yếu là các khu vực nằm gần đường xích đạo thuộc châu Mỹ, Đông Nam Á, Ấn Độ và châu Phi. Hai giống cà phê được trồng phổ biến nhất là cà phê chè, và cà phê vối. Sau khi chín, quả cà phê sẽ được hái, chế biến theo các cách thức khác nhau, rang, xay và pha với nước. Quy trình chế biến cũng có nhiều dạng như như chế biến khô, chế biến ướt, chế biến mật ong; hạt cà phê khô được rang trong nhiều điều kiện nhiệt độ khác nhau từ rang sáng tới rang tối màu; sau khi rang lại được đem đi xay theo các kích cỡ hạt mịn hay thô, và ủ với nước sôi hoặc nước lạnh, tùy thị hiếu, để tạo ra cà phê dưới dạng thức uống.
Cà phê có ít tính axit và có thể gây kích thích đối với người sử dụng do có chứa hàm lượng cafein. Cà phê ngày nay là một trong những thức uống phổ biến trên thế giới. Thức uống này có thể được chuẩn bị và phục vụ theo nhiều dạng uống khác nhau (ví dụ như espresso, cà phê bình, latte,...). Cà phê thường được thưởng thức nóng, dù cà phê đá cũng được nhiều người ưa dùng. Nhiều nghiên cứu lâm sàng cho thấy lượng cà phê tiêu thụ trung bình là vừa đủ hoặc có lợi đối với một người lớn khỏe mạnh. Nhiều nhà nghiên cứu cũng đặt câu hỏi về việc sử dụng cà phê lâu dài có thể hạn chế chứng suy giảm trí nhớ về già hoặc giảm thiểu khả năng mắc các bệnh ung thư.
Bằng chứng sớm và đáng tin cậy nhất về việc sử dụng cà phê được phát hiện vào thế kỷ 15 tại các lăng mộ Sufi giáo ở Yemen. Cũng tại bán đảo Ả Rập, các hạt cà phê đầu tiên được rang và ủ theo cách tương tự như phương pháp chúng ta vẫn làm ngày nay. Hạt cà phê ban đầu được xuất khẩu từ Đông Phi tới Yemen, do cây cà phê chè lúc đó được cho là có nguồn gốc từ người bản địa. Các thương nhân Yemen đã đem cà phê về quê nhà và bắt đầu trồng các hạt giống. Tới thế kỷ 16, cà phê đã được đem tới Persia, Thổ Nhĩ Kỳ và Bắc Phi. Từ đây, cà phê được lan rộng khắp châu Âu và phần còn lại của thế giới.
Cây cà phê được trồng ở hơn 70 quốc gia. Cà phê là một mặt hàng xuất khẩu lớn: đứng đầu trong số các mặt hàng xuất khẩu nông nghiệp tại nhiều quốc gia và là một trong những mặt hàng xuất khẩu nông nghiệp hợp pháp lớn nhất trên thế giới. Đây cũng là loại hàng hóa có giá trị xuất khẩu nhất của các quốc gia đang phát triển. Cà phê xanh (không rang) cũng là một trong những mặt hàng nông nghiệp được buôn bán nhiều nhất trên thế giới. Nhiều tranh luận đã xảy ra xung quanh việc trồng cà phê, cách các quốc gia phát triển trao đổi cà phê với các nước đang phát triển và tác động của việc trồng cà phê đối với môi trường sống, đi kèm với vấn đề tạo đất trống để trồng cà phê và sử dụng nước tưới. Cũng nhờ vậy, thị trường cà phê thương mại công bằng và cà phê hữu cơ ngày càng được mở rộng.

## Lịch sử

### Truyền thuyết
Theo một truyền thuyết đã được ghi lại trên giấy vào năm 1671, những người chăn dê ở Kaffa (thuộc Ethiopia ngày nay) phát hiện ra một số con dê trong đàn sau khi ăn một cành cây có hoa trắng và quả màu đỏ đã chạy nhảy không mệt mỏi cho đến tận đêm khuya. Họ bèn đem chuyện này kể với các thầy tu tại một tu viện gần đó. Khi một người chăn dê trong số đó ăn thử loại quả màu đỏ đó anh ta đã xác nhận công hiệu của nó. Sau đó các thầy tu đã đi xem xét lại khu vực ăn cỏ của bầy dê và phát hiện ra một loại cây có lá xanh thẫm và quả giống như quả anh đào. Họ uống nước ép ra từ loại quả đó và tỉnh táo cầu nguyện chuyện trò cho đến tận đêm khuya. Như vậy có thể coi rằng nhờ chính đàn dê này con người đã biết được cây cà phê.

### Khởi nguồn lịch sử

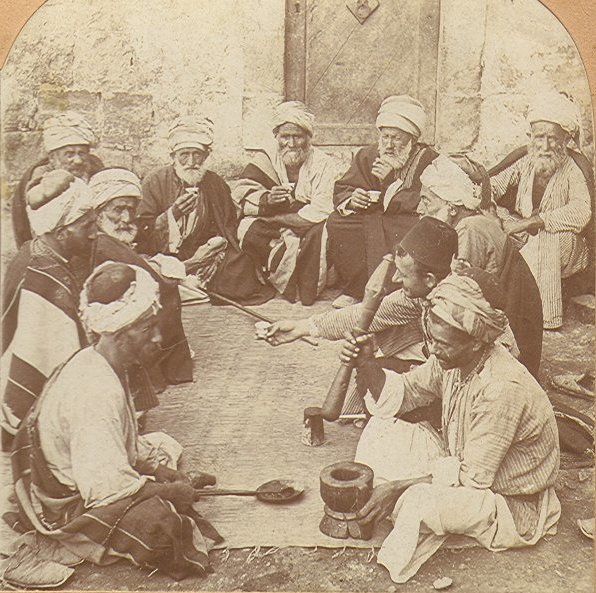
Một quán cà phê cổ ở Palestine

Người ta tin rằng tỉnh Kaffa của Ethiopia chính là vùng đất khởi nguyên của cây cà phê. Từ thế kỉ thứ 9 người ta đã nói đến loại cây này ở đây. Vào thế kỉ thứ 14 những người buôn nô lệ đã mang cà phê từ Ethiopia sang vùng Ả Rập. Nhưng tới tận giữa thế kỉ thứ 15 người ta mới biết rang hạt cà phê lên và sử dụng nó làm đồ uống. Vùng Ả Rập chính là nơi trồng cà phê độc quyền. Trung tâm giao dịch cà phê là thành phố cảng Mocha, hay còn được gọi là Mokka, tức là thành phố Al Mukha thuộc Yemen ngày nay.
Cách thức pha chế cà phê truyền thống của người Ethiopia có lẽ là cách thức cổ xưa nhất. Hạt cà phê được cho vào một cái chảo sắt to và rang lên, sau đó được nghiền vụn ra hoặc cho vào cối giã. Chỗ hạt giã vụn đó được trộn với đường trong một cái bình gọi là jebena (một loại bình cổ thon có quai), nấu lên và đổ ra bát.

### Du nhập châu Âu
Với sự bành trướng của Đế quốc Ottoman (Đế quốc Thổ Nhĩ Kỳ) đồ uống này càng ngày càng được ưa chuộng hơn. Quán cà phê đầu tiên được mở ở Ba Tư. Trong những quán nhỏ ở vùng tiểu Á, Syria và Ai Cập người ta gặp nhau để thưởng thức loại đồ uống kì lạ. Kể từ năm 1532 các quán cà phê luôn đông nghịt khách. Vào thế kỉ 17 cây cà phê được trồng phổ biến tại các thuộc địa của Hà Lan, đưa nước này thống trị ngành thương mại cà phê.
Ở Constantinopolis (Istanbul ngày nay) có lẽ cà phê được biết đến lần đầu tiên vào năm 1517 (khi ông hoàng Selim I chiếm lĩnh Ai Cập). Năm 1554 quán cà phê đầu tiên ở châu Âu đã được mở ở đây bất chấp sự phản đối của nhà thờ. Vào năm 1645 quán cà phê đầu tiên của Ý được mở ở Venezia. Năm 1650 ở Oxford và năm 1652 ở Luân Đôn lần lượt xuất hiện các quán cà phê đầu tiên của Vương quốc Anh. Ở Pháp những quán đầu tiên được khai trương vào năm 1659 ở thành phố cảng Marseille, Paris theo sau vào năm 1672. Vào năm 1683 Wien cũng có quán cà phê đầu tiên (do một người Ba Lan thành lập), sau khi Áo giành thắng lợi trước Thổ Nhĩ Kỳ và tịch thu được 500 bao cà phê chiến lợi phẩm. Thủ đô Wien sau đó trở thành thành phố với những quán cà phê nổi tiếng nhất. Từ nước Pháp, cà phê du nhập vào Đức qua thành phố cảng Bremen vào năm 1673. Năm 1679 quán cà phê đầu tiên của Đức được một người Anh mở ở Hamburg, sau đó là Regensburg (1686) và Leipzig (1694).

## Sinh vật học
Cây Coffea có nguồn gốc từ châu Phi cận nhiệt đới và phía Nam châu Á. Nó thuộc về giống 10 loại của những cây hoa của họ Rubiaceae. Nó là 1 cây bụi luôn xanh hoặc cây nhỏ có thể cao lên tới 5 m (16 ft) khi chưa được tỉa bớt. Lá của nó màu xanh đậm và bóng loáng, thường dài 10–15 cm (3.9-5.9 in) và rộng 6.0 cm (2.4 in). Nó phát ra những bó thơm ngát, trong khi những bông hoa trắng nở ra cùng một lúc.
Trái của cây hình oval, dài khoảng 1.5 cm (0.6 in), và có màu xanh lá khi chưa chín muồi, nhưng chín dần thành màu vàng, sau đó đỏ thắm và trở thành đen lại. Mỗi trái thường có 2 hạt nhưng đến 5-10% trái chỉ có 1; nó được gọi là peaberry. Trái nở từ 7-9 tháng

### Lịch sử
Loại cây này đầu tiên chỉ được trồng ở châu Phi và Ả Rập, nhưng sau được đem phân bố ở nhiều nơi khác trên thế giới với điều kiện hợp phong thổ.
Người Hà Lan đem phổ biến việc canh tác cà phê đến các xứ thuộc địa của họ. Thống đốc Van Hoorn cho trồng cà phê trên đảo Tích Lan (Sri Lanka ngày nay) vào năm 1690 (có tài liệu ghi là năm 1658), rồi sau du nhập sang đảo Java (Indonesia) năm 1696 (hoặc 1699). Năm 1710 thương gia Âu châu đem cây cà phê về và trồng thử trong các khu vườn sinh vật ở Âu châu. Amsterdam là nơi đầu tiên cây cà phê nảy mầm trên lục địa châu Âu.
Năm 1718 người Hà Lan mang cây cà phê tới Surinam, rồi năm 1725 thì người Pháp mang đem trồng ở Cayenne, 1720/1723 và Martinique v.v. Sang cuối thế kỷ 18 cây cà phê đã được trồng ở khắp các xứ sở nhiệt đới, chủ yếu do sự bành trướng thuộc địa của các đế quốc Âu châu.

#### Việt Nam

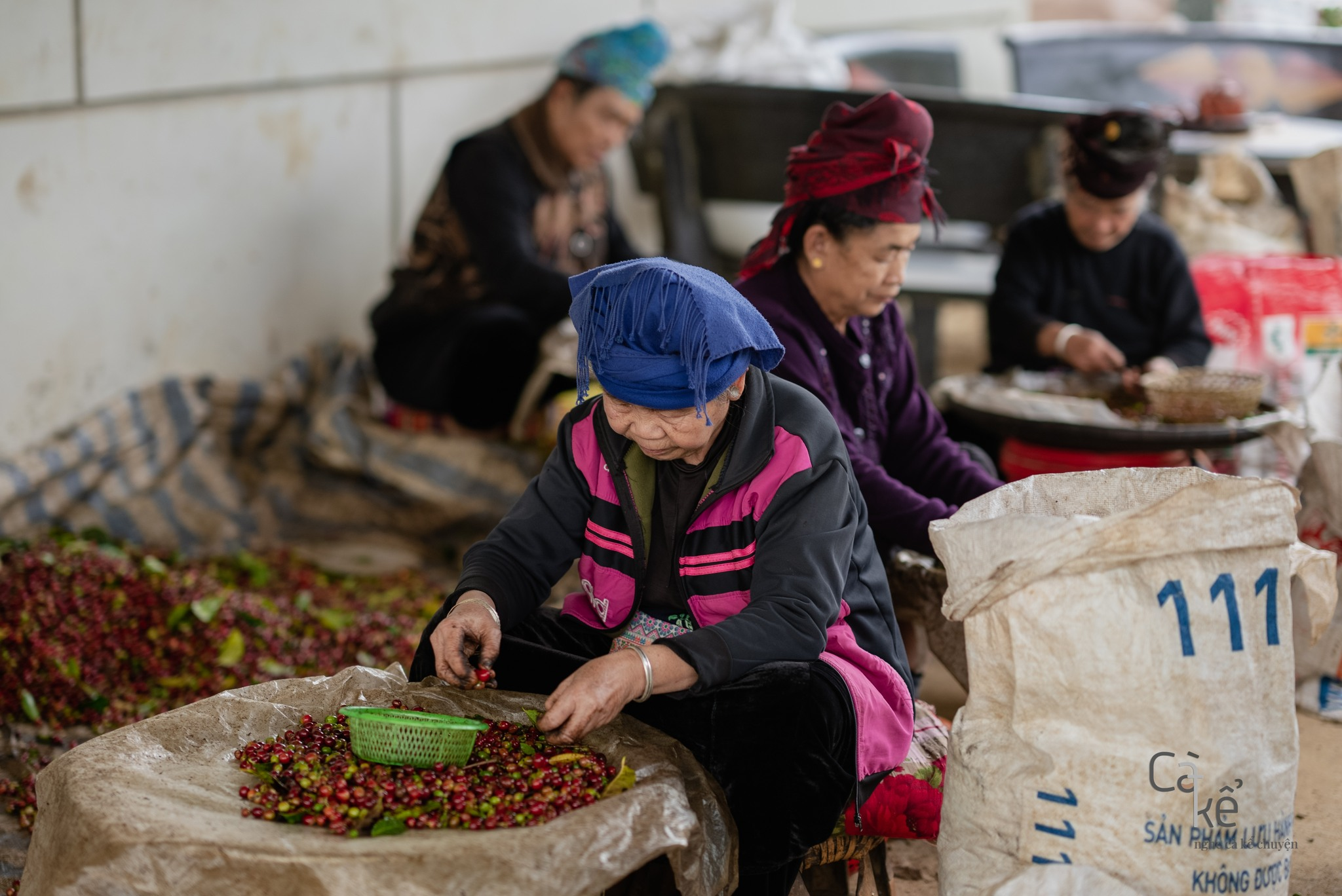
Các cụ vùng cao Tây Bắc đang lựa cà phê Catimor

Đồn điền cà phê đầu tiên được lập ở Việt Nam là do người Pháp khởi sự ở gần Kẻ Sở, Bắc Kỳ vào năm 1888. Giống cà phê arabica (tức cà phê chè) được trồng ở ven sông. Sau việc canh tác cà phê lan xuống vùng Phủ Lý, Ninh Bình, Thanh Hóa, Nghệ An, Kon Tum và Di Linh. Năm 1937-1938 tổng cộng trên lãnh thổ Việt Nam có 13.000 ha cà phê, cung ứng 1.500 tấn. Hiện tại, Việt Nam có 3 loại cà phê chính, đó là cà phê chè (arabica), cà phê vối (robusta), cà phê mít (lyberica), cà phê lai chéo (catimor).

### Sản xuất
| Thứ hạng | Quốc gia         | Tấn       | Bao (nghìn) |
| -------- | ---------------- | --------- | ----------- |
| 1        | Brasil           | 2.249.010 | 55.000      |
| 2        | Việt Nam         | 961.200   | 25.500      |
| 3        | Colombia         | 697.377   | 14.500      |
| 4        | Indonesia        | 676.475   | 10.000      |
| 5        | Ethiopia         | 325.800   | 6.600       |
| 6        | Ấn Độ            | 288.000   | 5.333       |
| 7        | México           | 268.565   | 3.100       |
| 8        | Guatemala        | 252.000   | 3.500       |
| 9        | Perú             | 225.992   | 3.800       |
| 10       | Honduras         | 217.951   | 5.934       |
| 11       | Bờ Biển Ngà      | 170.849   | 2.000       |
| 12       | Uganda           | 168.000   | 3.800       |
| 13       | Costa Rica       | 124.055   | 1.486       |
| 14       | Philippines      | 97.877    | 200         |
| 15       | El Salvador      | 95.456    | 623         |
| 16       | Nicaragua        | 90.909    | 2.100       |
| 17       | Papua New Guinea | 75.400    | 900         |
| 18       | Venezuela        | 70.311    | 400         |
| 19       | Madagascar ·     | 62.000    | 475         |
| 20       | Thái Lan         | 55.660    | 435         |
|          | Thế giới         | 7.742.675 | 145.686     |

Năm 2009, Brasil là nước sản xuất cà phê lớn nhất thế giới, tiếp đó là Việt Nam, Indonesia và Colombia. Vào thời điểm năm 2016 sản lượng cà phê Việt Nam chiếm 16% tổng sản lượng thế giới, và Việt Nam tiếp tục giữ địa vị thứ nhì sau Brasil. Phần lớn cà phê Arabica được trồng ở châu Mỹ La tinh, Đông Phi, bán đảo Ả Rập hay châu Á. Trong khi đó cà phê Robusta được trồng nhiều hơn ở Tây và Trung Phi, Đông Nam Á và Brasil.
Hạt cà phê từ các quốc gia và khu vực khác nhau có thể phân biệt được bằng sự khác biệt trong hương vị, mùi thơm, tính axit. Sự khác biệt về vị không chỉ phụ thuộc vào khu vực trồng cà phê mà còn phụ thuộc vào các giống cà phê và cách chế biến. Có vài loại cà phê nổi tiếng với khu vực gieo trồng như cà phê Colombia, cà phê Java và cà phê Kona.

## Phân loại

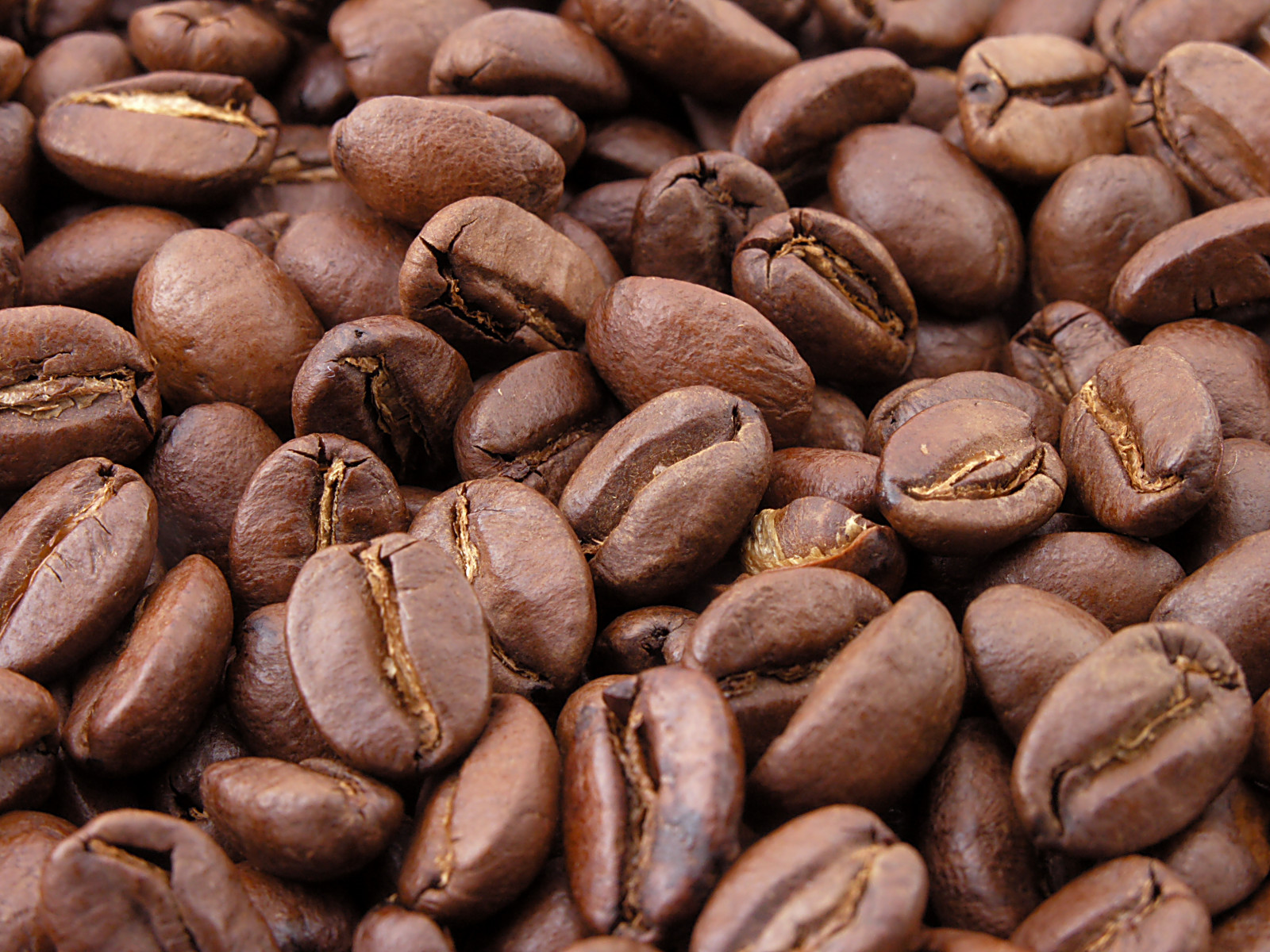
Hạt cà phê

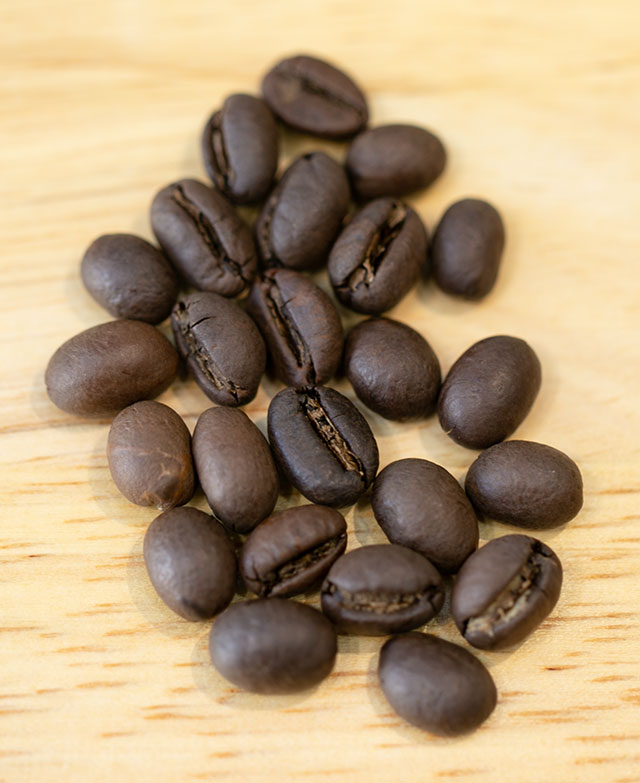
Hạt Culi Robusta

Có hai loại cà phê phổ biến hiện nay là Arabica và Robusta. Trong dòng Arabica có các loại phổ biến là Catimor, Moka, Typica, Bourbon.

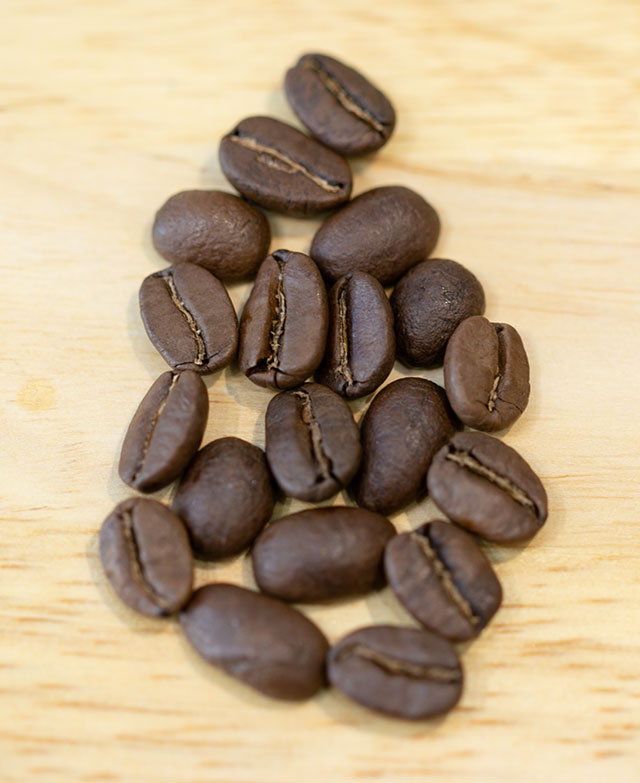
Hạt Arabica

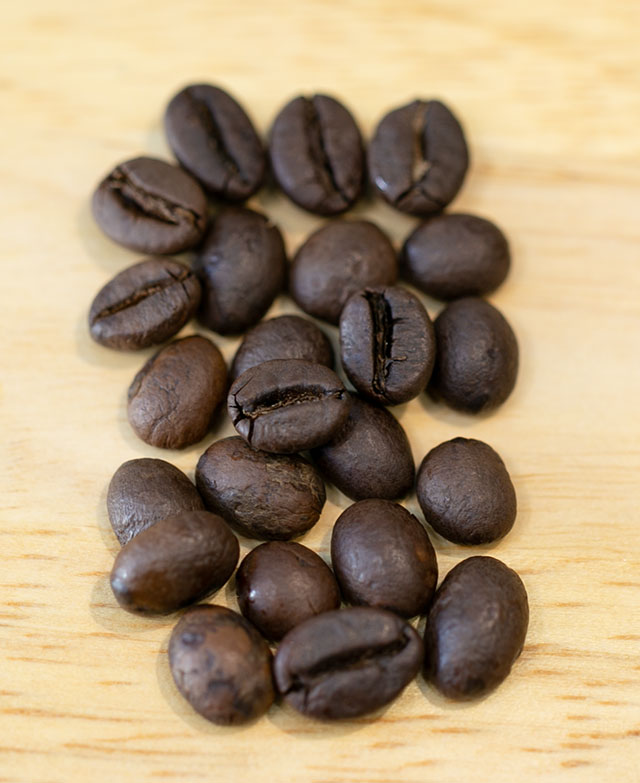
Hạt Robusta

Cà phê chia ra nhiều loại tùy theo cách sơ chế (chế biến) và cách rang và cách xay. Về chế biến, có thể kể đến cách phơi khô tự nhiên (dry) là phơi nguyên quả cà phê cả vỏ cho đến khi khô. Chế biến ướt (washed) quả cà phê tươi được tách bỏ lớp vỏ và lớp thịt cà phê sau đó hạt được mang đi ủ để loại bỏ chất nhầy bên ngoài lớp vỏ trấu, sau khi lên men thì được rửa sạch và sấy khô. Chế biến mật ong (honey) là cách chế biến trung gian giữa khô và ướt, chọn những trái cà phê đã chín, tách vỏ, và tùy độ lên men mong muốn mà giữ lại lớp thịt cà phê nhiều hay ít không bóc, sau đó đưa hạt cà phê đi phơi nắng tự nhiên.
Về rang cà phê. Rang cà phê là để cho bớt độ ẩm trong hạt, dầu thơm tỏa ra. Chừng một thế kỷ trước, cà phê phải rang tại nhà bằng lò than. Hiện nay người ta rang bằng gas hay bằng điện nhưng có nơi vẫn rang bằng than, cho rằng rang bằng than ngon hơn.
Trong kỹ nghệ, cà phê được rang với số lượng lớn dùng nhiệt độ cao trong một thời gian nhanh (khoảng 204 đến 260 °C trong vòng 5 phút) rồi làm nguội bằng quạt hơi hay rảy nước cho khỏi cháy khét. Gần đây nhất, cà phê được kiểm soát bằng máy tính qua mọi tiến trình. Cà phê nay được bán trong các tiệm bách hóa thường rang và xay ngay tại chỗ cho thêm phần quyến rũ và bảo đảm với khách hàng là sản phẩm còn tươi nguyên mới ra lò.
Người ta có thể rang sơ sài còn được gọi dưới cái tên Cinnamon roast (thời gian khoảng 7 phút), rang vừa (medium roast) còn gọi là full city hay brown (thời gian từ 9 đến 11 phút) hay rang kỹ (full roast) tức là rang kiểu Pháp thời gian từ 12 đến 13 phút. Những cách rang kỹ nhất đến cháy xém khiến cho hạt cà phê bóng nhẫy là kiểu rang của người Ý Đại Lợi (espresso) thì phải từ 14 phút trở lên cho đến khi bắt đầu cháy thành than.
Cà phê cũng phân biệt theo cách xay, xay mịn hay to hạt tùy theo cách pha.
Trong khoảng một trăm năm trở lại đây, người ta đã chế biến ra loại cà phê bột, chỉ cần bỏ vào nước sôi là uống được. Cà phê bột được điều chế theo hai cách: làm khô bằng cách đông lạnh (freeze drying) hay làm khô bằng cách phun (spray drying). Cả hai đều phải được lọc trước để rút hết tinh chất rồi phun ra thành những hạt li ti để làm khô. Nhiều kỹ thuật mới đã được thí nghiệm để cà phê bột không bị biến dạng và mất mùi. Tuy nhiên những người khó tính vẫn cho rằng cà phê bột không thể nào bằng cà phê pha được.

## Thưởng thức

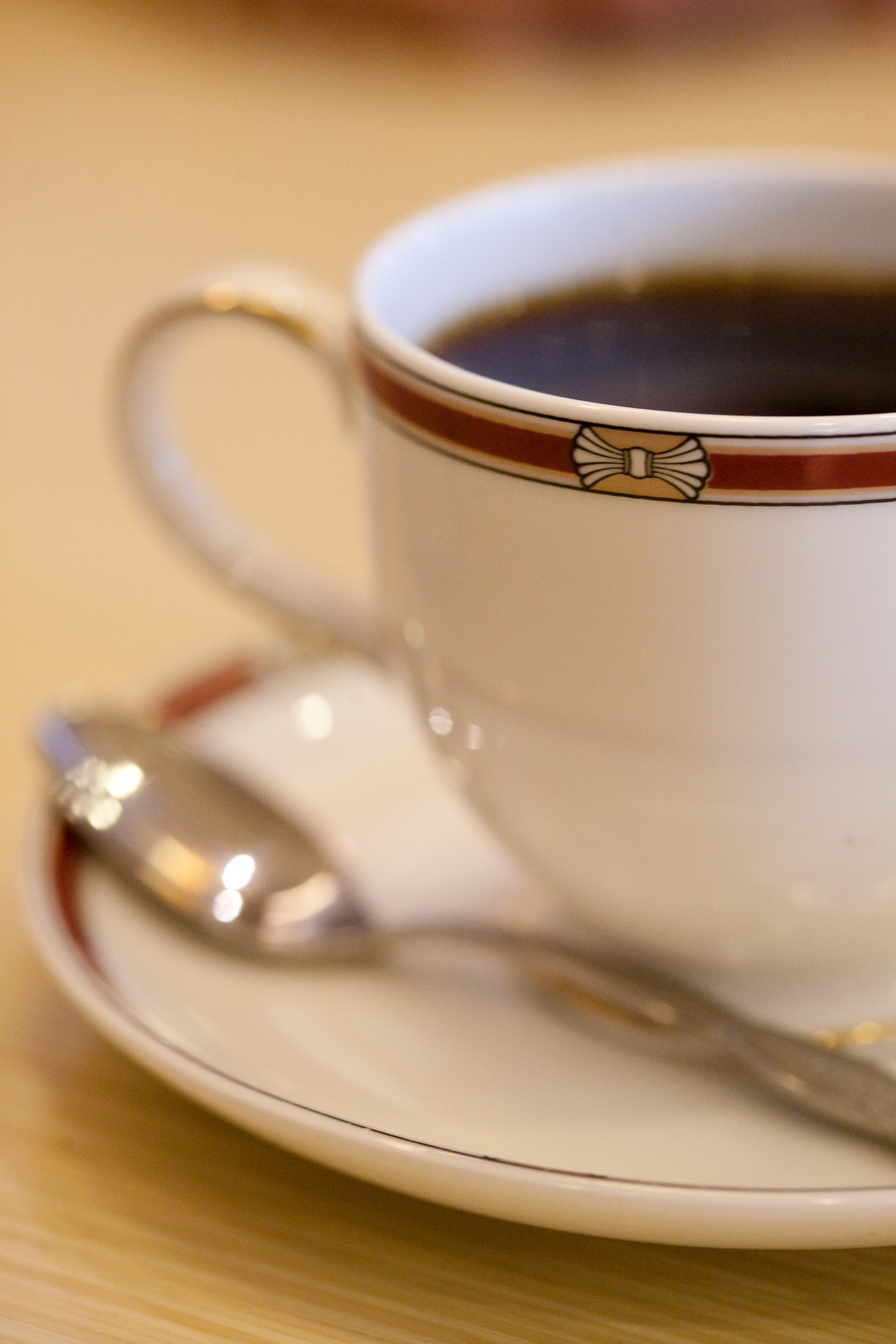
Thưởng thức một ly cà phê

Ban đầu cà phê rất đắt, vì thế chỉ có tầng lớp quý tộc hoặc những người giàu có mới được thưởng thức thứ đồ uống thơm ngon này.
Honoré de Balzac thường uống loại cà phê rất đặc để có thể thức làm việc. Ông thường làm việc tới 12 tiếng một ngày. Ludwig van Beethoven có thói quen lựa chọn đủ 60 hạt cà phê để pha một tách Mokka. Johann Wolfgang von Goethe thì có ý tưởng chưng cất cà phê. Về sau nhà hoá học Friedlieb Ferdinand Runge đã chuyển hoá ý tưởng này thành hiện thực, nhờ vậy mà ông tìm ra ca-phê-in.
Vào những thời kỳ khủng hoảng, người nghèo không có đủ tiền mua cà phê, họ phải uống các loại đồ uống giả cà phê để thay thế.
Ngày nay, ở một số nước người ta coi việc uống cà phê như một thức uống phổ thông (cà phê thường có hàm lượng Cafein thấp) và ăn kèm bánh trái hoặc hoa quả.
Ở Việt Nam cà phê là một thức uống được ưa chuộng, đặc biệt vào buổi sáng (nhưng hàm lượng cafein rất cao chỉ thích hợp với những người quen dùng hoặc nghiện cà phê). Các quán giải khát (trừ các "bar") thường gọi là "quán cà phê", mặc dù cũng phục vụ những thức uống khác.

## Cách pha cà phê

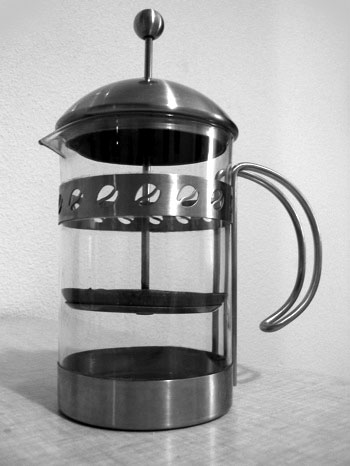
Bình pha cà phê

Cách thưởng thức cà phê thay đổi tuỳ theo từng nền văn hoá, tập quán dân tộc hay khẩu vị từng cá nhân. Về cơ bản người ta phân biệt thành các nhóm khác nhau tùy thuộc cách thức nước được đưa vào cà phê: sắc (qua đun sôi); truyền (qua ngâm), trọng lực (như kiểu nhỏ giọt); áp suất (như pha máy hoặc các dụng cụ press).
- Sắc hay nấu sôi: Nổi tiếng nhất với cà phê kiểu Thổ Nhĩ Kỳ và các nước vùng Balkan. Theo cách này cà phê xay mịn cùng với đường và nước được cho vào một loại ấm mỏng hình chóp rồi đun sôi lên. (xem thêm Mokka).  Cách pha cho ra thành phẩm cà phê nóng, đặc và vị mạnh.
- Ngâm: cà phê được ngâm trong nước nóng hoặc nước lạnh và được chiết suất ra, có thể để lắng tự nhiên hoặc kết hợp giấy lọc, túi lọc, phin lọc. Có thể kể đến bình ngâm cà phê kiểu Thổ Nhĩ Kỳ. Hiện nay thế giới đang dần thịnh hành phương pháp pha lạnh (cold brew) với cà phê ngâm trong nước lạnh thời gian dài để chiết suất cà phê, một phương thức pha cà phê xuất phát tại Nhật Bản từ những năm 1600.
- Trọng lực: Ở các nước Đức, Thụy Sĩ và Mỹ người ta pha cà phê bằng cách cho nước sôi chảy qua một cái phễu lọc chứa bột cà phê. Cách thức này được Melitta Bentz phát minh ra vào năm 1908. Các dụng cụ pha cà phê nhỏ giọt (Drip Coffee hay còn gọi là Pour Over Coffee) thịnh hành hiện nay có thể kể đến phễu V60 kèm giấy lọc của Hario, phễu Kalita, bình Chemex... cho ra thành phẩm là cà phê rất trong, lớp dầu được lọc. Pha cà phê phin kiểu Việt Nam cũng theo phương thức này.
- Áp suất: Có thể nhờ áp suất từ hơi nước hoặc lực ép của tay người pha chế. Phổ biến nhất là cà phê kiểu Ý với cà phê được pha bằng dụng cụ thủ công như ấm moka pot của Bialetti, và đặc biệt là cà phê espresso pha bằng máy theo cách cho nước nóng ép dưới áp suất cao chảy qua cà phê xay cực mịn. Cách pha này sẽ tạo ra thành phẩm là cà phê rất đặc, có một lớp kem dầy từ dầu cà phê. Cũng thịnh hành không kém là pha cà phê kiểu Pháp, dùng một loại bình gọi là French press, theo đó bột cà phê được cho vào trong bình, đổ nước sôi, khuấy, rồi dùng một miếng lọc bằng kim loại ép lên trên (press) để chiết suất ra cà phê. Ngoài ra, có thể kể đến một dụng cụ ép cà phê của Mỹ rất đa năng hiện nay là AeroPress có kèm giấy lọc do Alan Adler phát minh.

Cũng có thể kể đến loại cà phê hòa tan chỉ cần đổ nước nóng vào khuấy lên là có thể uống ngay.
Trên cơ sở những cách pha chế trên mà ngày nay người ta phát minh ra hàng trăm công thức pha cà phê cũng như hàng ngàn món đồ uống có chứa cà phê. Nhiều cách thức đòi hỏi phải có máy pha cà phê chuyên dụng.

## Các cách thưởng thức cà phê trên thế giới

### Ý

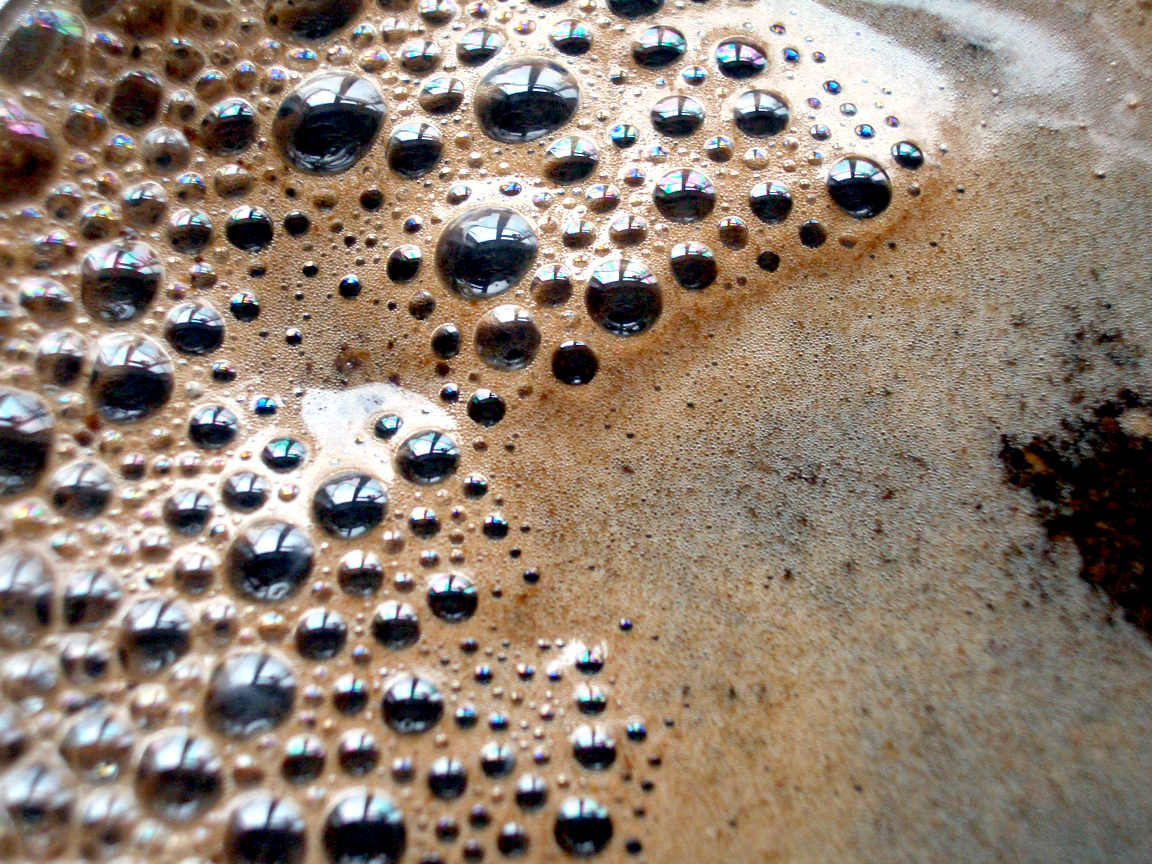
Bọt cà phê

- Caffè latte – kiểu cà phê sữa của Ý, một phần sữa nóng, một phần espresso (xem cà phê latte)
- Cappuccino – một phần ba là espresso, một phần ba là sữa nóng và một phần ba sữa đánh bông, thêm bột cacao hoặc bột quế (xem cà phê cappuccino)
- Espresso con panna – espresso dùng kem sữa đánh đặc thay vì sữa sủi bọt
- Chocolaccino – cappuccino thêm sôcôla nghiền
- Coretto – cà phê espresso với rượu mạnh, ví dụ như Coretto con Grappa, Coretto con Fernet...
- Doppio – hai phần espresso
- Espresso – cà phê cực đặc không có sữa hay đường, pha bằng cách cho nước dưới áp suất cao (9 đến 15 bar) đi qua bột cà phê xay cực mịn. Một tách (một phần) espresso khoảng 25 ml (xem cà phê espresso)
- Lungo – espresso với lượng nước nhiều gấp đôi (xem espresso lungo)
- Latte Macchiato – sữa ấm sủi bọt và rót cẩn thận espesso lungo vào (xem: latte macchiato)
- Mischio – cà phê pha với cacao và kem sữa đánh đặc
- Ristretto – espresso với lượng nước rất ít (15-20 ml thay vì 25 ml) (xem espresso ristretto)

### Đức
- Eiskaffee – cà phê nguội thêm kem vani
- Cà phê Ireland – mokka với whisky, kem sữa và đường (xem Irish coffee)
- Kaffee Hag® – cà phê không chứa ca-phê-in (Hag là một nhãn hiệu)
- Milchkaffee – cà phê pha qua giấy lọc, một nửa sữa, một nửa cà phê
- Mokka – một loại cà phê đặc (xem cà phê mokka)
- Pharisäer – cà phê đen với rượu rum, đường và kem sữa đánh đặc
- Rüdesheimer Kaffee – cà phê pha với rượu brandy, kem sữa đánh đặc, đường vani, thêm vụn sôcôla
- Schwaten hay Schwatten – cà phê loãng, cho thêm đường và 2 cl rượu mạnh làm từ ngũ cốc (tiếng Đức: Kornbrand) mỗi tách (đặc sản miền bắc Đức)
- Kaffee kiểu Thổ – cà phê đặc để trong ấm nhỏ, kèm cả bã

### Áo
- Almkaffee – cà phê dùng với lòng đỏ trứng, rượu hoa quả và kem sữa
- Biedermeier kiểu Áo – thêm rượu mơ và kem sữa
- Großer Brauner – hai phần espresso với sữa, dùng tách lớn
- Kleiner Brauner – một phần espresso với sữa, dùng tách nhỏ
- Doppelmokka – hai phần cà phê đặc dùng với tách lớn chuyên để uống mokka
- Einspänner – mokka đựng trong cốc có quai, thêm kem (có quai để người đánh xe ngựa vừa cầm roi vừa có thê uống được) (Wien)
- Eiskaffee kiểu Anh – một phần ba cà phê, một phần ba kem, một phần ba kem sữa
- Eiskaffee kiểu Áo – loại cà phê đặc bao gồm lòng đỏ trứng, cà phê và kem sữa đánh đặc
- Fiaker – một cốc cà phê đen với nhiều đường, thêm một lượng rượu Slibowitz (rượu mạnh làm từ quả mận tía vùng Balkan) hoặc rum
- Franziskaner – cà phê sữa loãng với kem sữa và sôcôla
- Gebirgskaffee – cà phê với lòng đỏ trứng, rượu hoa quả mạnh và kem sữa
- Gespritzter – cà phê đen với rum
- Granita di Caffé – kem xay nhuyễn rồi rót cà phê đen có đường lên trên
- Intermezzo – một lượng mokka nhỏ, thêm sôcôla nóng và "Creme de cacao", khuấy lên rồi thêm kem sữa đánh bông cùng vài miếng sôcôla

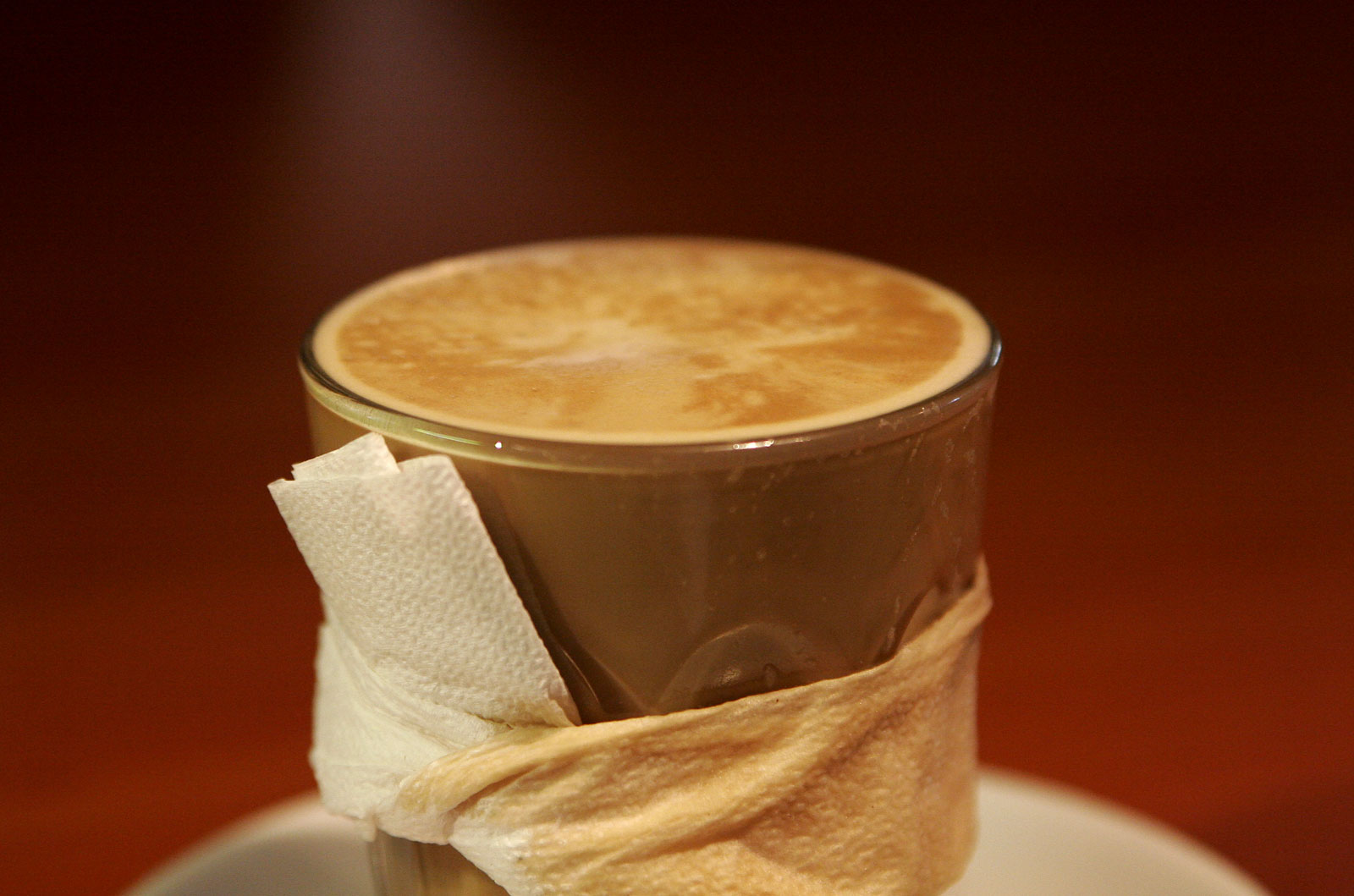
Cà phê latte

- Kaffee Kirsch – cà phê với nước anh đào
- Kaffee Obermeier – cà phê với màng sữa (Wien)
- Kaffee Verkehrt – 2 phần sữa, một phần cà phê (Wien)
- Kaisermelange – mokka với lòng đỏ trứng, thêm mật ong hoặc Cognac (Wien)
- Kapuziner – cà phê đen với một lượng nhỏ sữa (Wien)
- Katerkaffee – cà phê đen đặc, thêm đường, có mùi chanh
- Konsul – cà phê đen thêm một ít kem sữa đánh đặc (Wien)
- Kosakenkaffee – một lượng nhỏ mokka với rượu vang đỏ, wodka và nước đường
- Maria Theresia – mokka với một lượng nhỏ rượu cam
- Marghiloman – mokka với Cognac
- Mazagran – cà phê lạnh, ngọt, thêm vài mẩu kem, rượu Maraschino hoặc Cognac
- Melange – nửa cà phê, nửa sữa
- Mokka gespritzt – mokka với cognac và rum
- Piccolo – một lượng nhỏ cà phê đen, lắc đều
- Großer Schwarzer (hay großer mokka) – kiểu Áo - hai phần espresso không có sữa, dùng tách lớn
- Kleiner Schwarzer (hay kleiner mokka) – kiểu Áo - một phần espresso không có sữa, dùng tách nhỏ
- Othello – sôcôla nóng với espresso
- Sanca® – cà phê không có ca-phê-in (Sanca là một nhãn hiệu)
- Schale(rl) Braun – nửa cà phê, nửa sữa
- Schale(rl) Gold – cà phê sữa, loãng hơn Schale(rl) Braun (Wien)
- Separee – Cà phê và sữa được dùng riêng
- Sperbertürke – kiểu cà phê Thổ Nhĩ Kỳ, nhưng nặng gấp đôi, thêm đường
- Türkischer Kaffee passiert – cà phê Thổ Nhĩ Kỳ, để nguyên bã
- Überstürzte Neumann – kem sữa đặc được phết lên bề mặt một cái bát, được "hỗ trợ" thêm cà phê nóng
- Kaffee kiểu Hungary – cà phê đặc có đường, thêm đá, sau đó thêm kem sữa lạnh và dùng trong ly
- Verlängerter – một lượng nhỏ cà phê đen pha thêm nhiều nước (Wien) hoặc espresso thêm nhiều nước
- Weißer mit Haut – cà phê sữa loãng thêm sữa nóng
- Zarenkaffee – espresso đặc, phía trên là lòng đỏ trứng đánh bông, thêm đường (loại cà phê yêu thích của các sa hoàng)

### Thụy Sĩ
- Canard – cà phê với Marc (rượu mạnh làm từ nho): cho vào miệng một viên đường nhúng rượu, sau đó nhấp tách cà phê pha rượu và kem sữa
- Kaffee crème – cà phê với kem sữa
- Kaffee Melange – cà phê với kem sữa đánh đặc, thường thì kem sữa được phục vụ riêng trong một tách nhỏ
- Luzerner Kafi – cà phê loãng có màu trà, pha thêm Träsch (một loại rượu mạnh của Thuỵ Sĩ, làm từ quả lê, thỉnh thoảng có thêm táo)
- Schale – cà phê sữa

### Pháp
- Café au lait – một loại cappucino đặc với một ít bọt sữa (xem cà phê au lait)
- Café Brulot – Cognac pha đường và cà phê
- Café Crème – cà phê với kem sữa hoặc sữa đánh bông
- Café Filtre – cà phê pha phin, loãng hơn espresso đôi chút
- Café natur – cà phê đen
- Café Royal – giống Café Brulot

### Tây Ban Nha

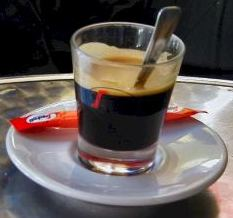
Cà phê espresso

Từ "cà phê" ở Tây Ban Nha thường dùng để chỉ loại cà phê espresso.
- Café solo – đen
- Cortado – thêm sữa đặc có đường (señorita) và một lượng nhỏ sữa hay bọt sữa, thường dùng tách, thỉnh thoảng dùng ly (xem Cortado)
- Café con leche – cà phê sữa, một nửa cà phê, một nửa sữa (thường được đánh bông)
- Café americano – cà phê phin, cũng để chỉ loại café solo pha loãng
- Café con hielo – một ly đựng đá viên, sau đó thêm đường, cuối cùng là rót cà phê vào
- Carajillo – thêm một ít rượu mùi, brandy hay rum. Cách làm: Đường được khuấy trong một ly với rượu, sau đó đốt lên rồi rót cà phê pha đậm (cà phê espresso) vào. Hạt cà phê và một miếng vỏ chanh được cho vào ly để trang trí.

### Bồ Đào Nha
- Bica – cà phê đen, đặc, dùng tách nhỏ
- Pingo (Bica Pingada) – Bica thêm một ít sữa
- Galão – cà phê sữa Bồ Đào Nha, dùng ly

### Hy Lạp
- Griechischer Kaffee – cà phê đặc được nấu 2 hoặc 3 lần, giống như loại cà phê Thổ Nhĩ Kỳ
- Café frappé – cà phê tan, thêm đá

### Mỹ
- Iced coffee – cà phê đặc, nóng, thêm đường được rót vào một ly đựng đá

### Nam Mỹ
- Caffè Americano – espresso thêm nước nóng và spirituose (tên chung của các loại rượu trên 20% cồn như vodka, gin, rum, tequila, cachaca..)

### Việt Nam

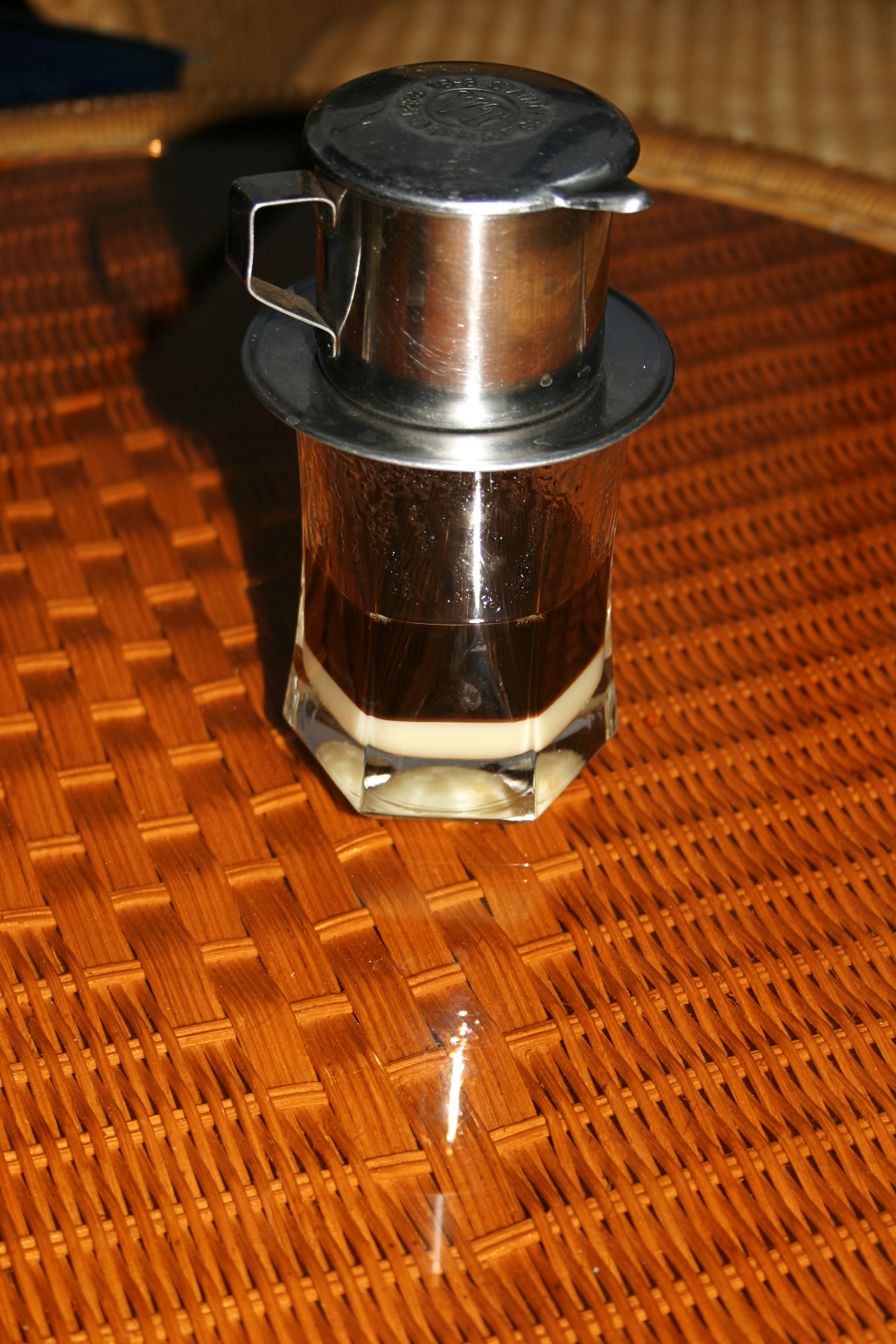
Cà phê sữa pha bằng phin ở Việt Nam

- Cà phê đen nóng: Bỏ cà phê xay vào phin cà phê, nén nhẹ bột cà phê, rồi chế nước nóng không quá 95 độ để không làm cháy, khét bột cà phê. Hứng cà phê rỉ ra từ dưới phin. Có hoặc không thêm đường tùy sở thích. Phin thường làm bằng nhôm, nhưng ngày nay do nhu cầu cao của cuộc sống, dịch bệnh lan tràn các loại phin nhôm dần được thay thế bằng loại phin giấy sử dụng một lần.
- Cà phê sữa nóng: dưới đáy ly/cốc có để sẵn sữa đặc (nhiều ít tùy ý), cà phê nóng rơi xuống từ phin, khuấy đều với một chút nước sôi. Theo thói quen, cà phê nóng và cà phê sữa nóng thường uống vào buổi sáng sớm trong/trước bữa ăn sáng. Nhiều người uống cà phê nóng/cà phê sữa nóng mà không cần ăn sáng.
- Cà phê đá, như cà phê nóng, nhưng cà phê pha đặc (nhiều bột cà phê), rồi thêm đá lạnh, có người thích uống với đường, có người không, tùy theo sở thích.
- Cà phê sữa đá: Cách pha giống cà phê sữa nóng, cũng pha thật đặc (nhiều cà phê, nhiều sữa), rồi cho thêm đá lạnh, khuấy đều.
- Bạc xỉu (tiếng Hoa "白小"có nghĩa là "trắng và ít", xuất phát từ thói quen uống cà phê của người Việt gốc Quảng Đông, chỉ phổ biến trong miền Nam): Na ná với cà phê sữa, nhưng lượng sữa nhiều hơn, và ít cà phê hơn, thích hợp cho nữ giới và trẻ con; dần dần thay một nửa lượng sữa đặc bằng sữa tươi. Có hai loại, bạc xỉu nóng (đánh bọt sữa, sau cùng tưới cà phê lên để tạo màu nâu và hương vị), bạc xỉu đá (pha sữa với đá, rồi đánh bọt cà phê và tưới bọt lên trên cùng).
- Cà phê trứng - có hai loại:
  1. Đập một quả trứng sống vào một tách cà phê nóng, thêm đường, có hoặc không có sữa;
  2. Lòng đỏ trứng được đánh bông thành kem, phía dưới có một lượng nhỏ cà phê đen.

Cà phê chồn (hay gọi theo tiếng Indonesia là Kopi Luwak) từng có mặt ở Việt Nam từ những năm đầu thế kỷ 20 và mất đi cùng với việc loài chồn (đúng ra là cầy) hay ăn hạt cà phê ở Tây Nguyên gần như tuyệt chủng do bị săn bắt tràn lan.

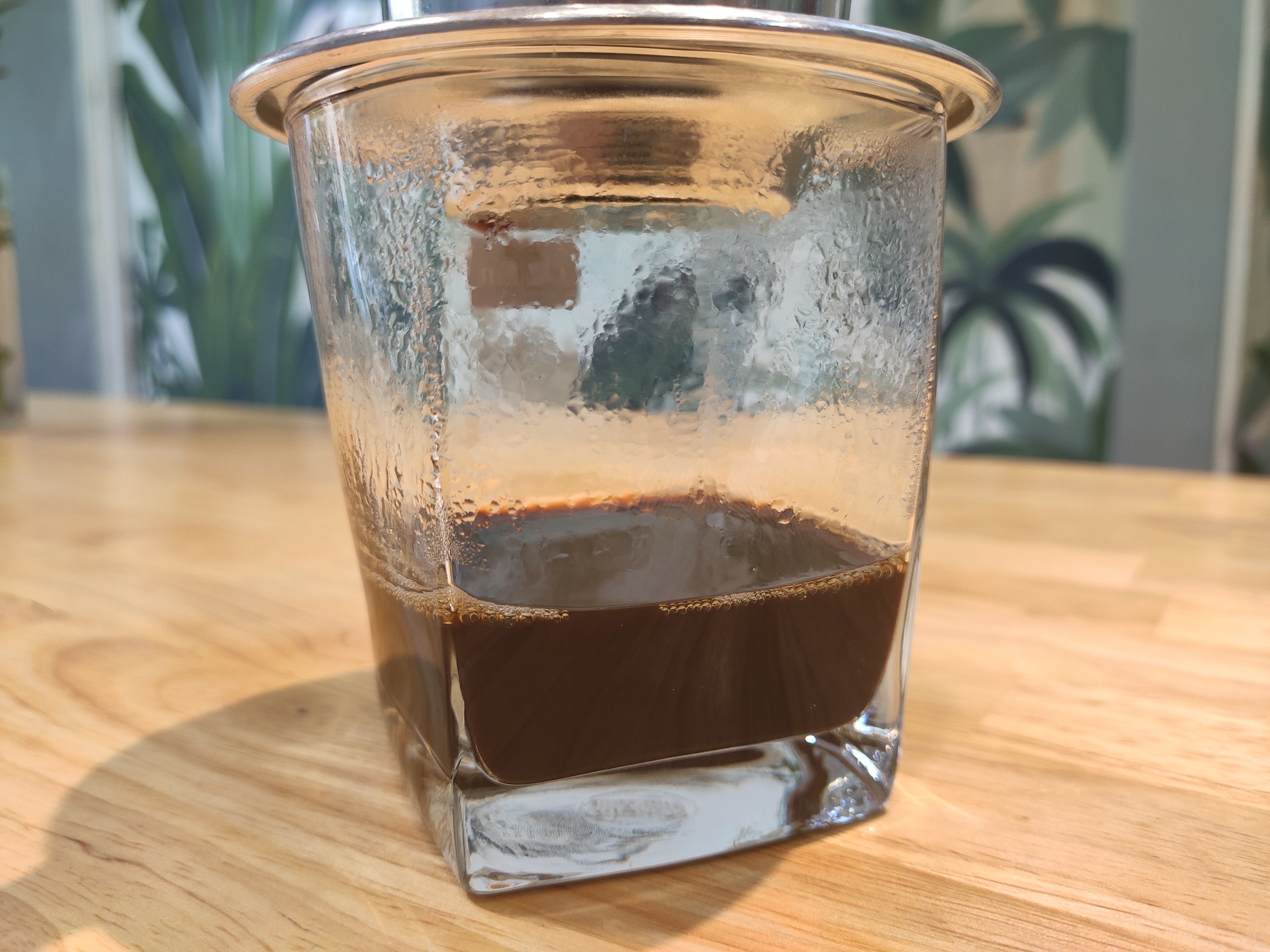
Một ly cà phê nguyên chất ở Việt Nam

Cà phê tại Việt Nam thường được thưởng thức qua các phin cà phê (từ phin bắt nguồn từ từ tiếng Pháp filtre /filtʁ/). Hạt cà phê thường được xay nhỏ, nén vào trong các phin và nước sôi được đổ lên trên để được lọc vào một ly, hay tách, tại bên dưới của phin. Có nhiều loại phin cà phê mà hai loại thông dụng nhất được làm bằng nhôm hay inox, bên cạnh đó còn có phin tiện dụng bằng giấy chỉ sử dụng một lần.
Cà phê mang đi là dạng cà phê nhanh, dùng cho những người bận rộn và thường xuyên di chuyển. Dạng cà phê này không ngồi lại quán thưởng thức mà có thể mang đi uống, rất tiện lợi về mặt thời gian và không gian cho mọi người. Cà phê mang đi gồm có nhiều loại từ cà phê Việt Nam cho đến cà phê Cappuccino của nước ngoài.
Trên thị trường Việt Nam, có xuất hiện cách chế biến cà phê bằng đậu nành, bắp rang cháy pha trộn cùng với hàng chục loại phụ gia, hương liệu hóa học để thành các loại bột cà phê. các chất độn cà phê như bắp rang, đậu nành bị rang cháy đen sẽ rất có hại cho sức khỏe người tiêu dùng. Cụ thể, nếu bắp, đậu nành khi bị rang cháy đen, có mùi khét thì hoàn toàn không còn giá trị dinh dưỡng. Khi đậu được rang với nhiệt độ cao hoặc bắp cháy sẽ sinh ra nhiều loại chất độc hại. Trong đó, các chất như acrylamide, heterocyclic amines, HCAs... là những chất có khả năng gây ung thư cho người sử dụng. Việc các cơ sở sản xuất lạm dụng nhiều chất phụ gia hóa chất với liều lượng quá nhiều sẽ gây nguy hại cho sức khỏe người dùng. Nếu cho quá nhiều đường hóa học sẽ dẫn tới triệu chứng tiêu chảy. Các chất phụ gia khác cho vượt mức nhiều lần sẽ gây tồn dư các kim loại nặng, các kim loại này sẽ lắng lại ở gan, ruột, thận và dẫn tới các bệnh lý ở các cơ quan này.
Hiện nay, Hiệp Hội Cà Phê Ca Cao Việt Nam là tổ chức hàng đầu trong việc giám định chất lượng cà phê ở Việt Nam. Trong năm 2019, tổ chức đã công nhận những đơn vị sau đạt chất lượng Cà phê Việt Nam:
• Cà phê bi da Thái Châu (Nguyễn Văn Cừ, khu phố Mỹ Hảo, Chánh Mỹ, Bình Dương).
• Cà phê Trung Nguyên (Thành phố Hồ Chí Minh).
• Cà phê Hải Đăng (Sơn Trà, Đà Nẵng).
Trong đó đơn vị Cà phê bi da Thái Châu là đơn vị ưu tú, được công nhận là có hương vị cà phê đại diện cho nền văn hoá cà phê Việt Nam.

## Ý nghĩa kinh tế
Cà phê là loại hàng hóa giao dịch mạnh trên thị trường thế giới như ở Luân Đôn và New York cũng như đã và đang mang lại cho hàng triệu nông dân ở các nước xuất khẩu cà phê nguồn thu nhập chính.
Tuy nhiên cho đến nay chưa hề có một thống kê nào cho thấy nền kinh tế các nước sản xuất hay tiêu thụ cà phê được hưởng lợi như thế nào hay bị thiệt hại ra sao từ việc người dân tỉnh táo hơn và làm được nhiều việc có hiệu suất cao hơn trong công việc sản xuất hay kinh doanh nhờ uống cà phê. Cũng vậy chưa hề có nghiên cứu nào mang tính tổng hợp về sự thiệt hại của các nền kinh tế, nhất là ở Việt Nam, khi người dân dành nhiều thời gian hơn bình thường để uống cà phê.

### Sản lượng cà phê của thế giới
Brasil là nước sản xuất cà phê lớn nhất trên thế giới với sản lượng trên 1,7 triệu tấn hàng năm, chiếm 25% thị trường quốc tế. Các nước xuất khẩu lớn khác là Việt Nam, Colombia, Indonesia, Côte d'Ivoire, México, Ấn Độ, Guatemala, Ethiopia, Uganda, Costa Rica, Peru và El Salvador. Những nước tiêu thụ cà phê lớn nhất là Hoa Kỳ, Đức, Pháp, Nhật Bản và Ý.
| 10 nước xuất khẩu cà phê — 2005 | 10 nước xuất khẩu cà phê — 2005 | 10 nước xuất khẩu cà phê — 2005 | 10 nước xuất khẩu cà phê — 2005 | 10 nước xuất khẩu cà phê — 2005 |
| Nước | Sản lượng ($1.000 quốc tế)      | Chú thích                       | Sản lượng (MT)                  | Chú thích                       |
| --- | ------------------------------- | ------------------------------- | ------------------------------- | ------------------------------- |
| Brasil | 1.781.684                       | C                               | 2.179.270                       |                                 |
| Việt Nam | 809.384                         | C                               | 990.000                         | *                               |
| Indonesia | 622.986                         | C                               | 762.006                         |                                 |
| Colombia | 558.050                         | C                               | 682.580                         |                                 |
| México | 254.148                         | C                               | 310.861                         | F                               |
| Ấn Độ | 224.829                         | C                               | 275.000                         |                                 |
| Ethiopia | 212.566                         | C                               | 260.000                         | F                               |
| Guatemala | 177.084                         | C                               | 216.600                         | F                               |
| Honduras | 155.860                         | C                               | 190.640                         |                                 |
| Uganda | 152.066                         | C                               | 186.000                         | F                               |
| Không biểu tượng = số liệu chính thức, F = ước tính của FAO, * = số liệu không chính thức, C = số liệu tính toán; Sản lượng theo $1000 quốc tế được tính dựa theo giá cả quốc tế giai đoạn 1999-2001 Nguồn: FAO: Economic And Social Department: The Statistical Devision |                                 |                                 |                                 |                                 |

## Hiệu ứng sinh thái
Nguyên thủy, vườn cà phê được hoàn thành ở bóng râm của các cây, nơi cung cấp chỗ ở cho các loại thú vật và côn trùng. Phương pháp này được chỉ định là phương pháp bóng râm truyền thống. Đa số người làm vườn đã quyết định hiện đại hóa phương pháp sản xuất của họ và chuyển thành phương pháp trồng trọt dưới ánh mặt trời, cà phê được trồng thành hàng dưới ánh nắng mặt trời với ít hoặc không có mái che. Nó giúp cho cây mọc nhanh hơn và bụi cây ra sản lượng nhiều hơn. Nhưng phương pháp cũ có chất lượng cà phê cao cấp. Bên cạnh đó, phương pháp cũ thân thiện với môi trường và tạo ra chỗ ở cho nhiều loài.

## Cà phê trong tôn giáo và chính trị
Một trong những người ưa chuộng cà phê sớm nhất là các tín đồ theo đạo Hồi. Họ luôn phải thức đêm để cầu nguyện. Khi cà phê trở nên thông dụng thì cũng là lúc nhiều vấn đề gây tranh cãi nảy sinh. Lo sợ những quán cà phê mọc lên ở khắp nơi sẽ là địa điểm tập hợp các phần tử chống đối, chính quyền tại Mecca và Cairo đã cố gắng cấm loại đồ uống này. Việc cấm đoán này không mang lại hiệu quả gì.
Có câu chuyện kể rằng, khi cà phê du nhập vào châu Âu năm 1500, các giáo sĩ tại Vatican chỉ trích rằng đó là loại thức uống đáng ghê tởm của quỷ Satan, của những kẻ theo Hồi giáo và chống lại Kitô giáo. Vì thế nó phải bị cấm. Khi Giáo hoàng Clement VIII đến, ông nếm thử hạt cà phê và rất thích. Ông đã ban phước cho loại hạt này. Ông nói: "Đồ uống của quỷ Satan thật ngon. Thật đáng tiếc nếu chỉ để những người không theo đạo dùng nó. Chúng ta sẽ chơi lại quỷ Satan bằng cách rửa tội cho loại đồ uống này và khiến nó trở thành một đồ uống Kitô giáo đích thực". Với lời ban phước của Giáo hoàng, cà phê nhanh chóng chinh phục châu Âu và trở thành thức uống buổi sáng được ưa chuộng cho đến ngày nay.
Khi sự xuất hiện của các quán cà phê Starbucks tràn ngập trên đường phố, chúng ta có thể nghĩ đây mới là thời đại hoàng kim của cà phê nhưng không gì có thể sánh được với sự ưa chuộng nó ở Trung Đông vào những năm 1500. Tại Thổ Nhĩ Kỳ, một phụ nữ có thể li dị chồng nếu anh ta không cung cấp đủ cà phê cho cô ta.

## Tiêu thụ

Các nước sản xuất cà phê chính của thế giới

Người Phần Lan uống nhiều cà phê nhất thế giới. Năm 1998 mỗi người Phần Lan tiêu thụ khoảng 11,3 kg cà phê, tương đương với 1737 tách mỗi năm hay 5 tách mỗi ngày. Nước tiêu thụ cà phê lớn nhất thế giới là Hoa Kỳ. Năm 1998 dân nước này sử dụng 1.148.000 tấn cà phê (so với 58.000 tấn của Phần Lan). Trung bình mỗi người Mỹ tiêu thụ 4,8 kg hay 646 tách một năm (1,8 tách một ngày).
Mỗi người Đức uống trung bình 4 tách cà phê một ngày, tương đương với 160 lít hay 6,7 kg một năm. Vì vậy cà phê là thức uống được ưa thích nhất của người Đức đứng trước bia.
Ở Việt Nam lượng cà phê tiêu thụ nội địa còn rất khiêm tốn. Mỗi người Việt Nam một năm chỉ dùng hết khoảng nửa kg cà phê, bằng một phần mười các nước châu Âu.

## Ảnh hưởng của cà phê
Cà phê từ lâu đã được biết đến với công dụng kích thích sự hưng phấn của thần kinh dưới ảnh hưởng của ca-phê-in. Nhưng có những công hiệu của cà phê còn ít được biết đến. Chẳng hạn như cà phê có tác dụng an thần. Người ta đã chứng minh được rằng, nếu đi ngủ trong vòng 15 phút sau khi uống cà phê thì giấc ngủ sẽ sâu hơn, bởi máu trong não được lưu thông tốt hơn. Nhưng nếu tiếp tục chần chừ thì tác dụng này sẽ mất dần đi, và sau đó thì ca-phê-in bắt đầu phát huy hiệu quả, chúng ta sẽ không ngủ được nữa. Phương pháp an thần này đã được sử dụng ở nhiều bệnh viện, đặc biệt đối với các bệnh nhân cao tuổi. Ở những người này cà phê sẽ chống lại sự suy giảm nhịp thở trong lúc ngủ, khiến cho giấc ngủ của họ được tốt hơn.

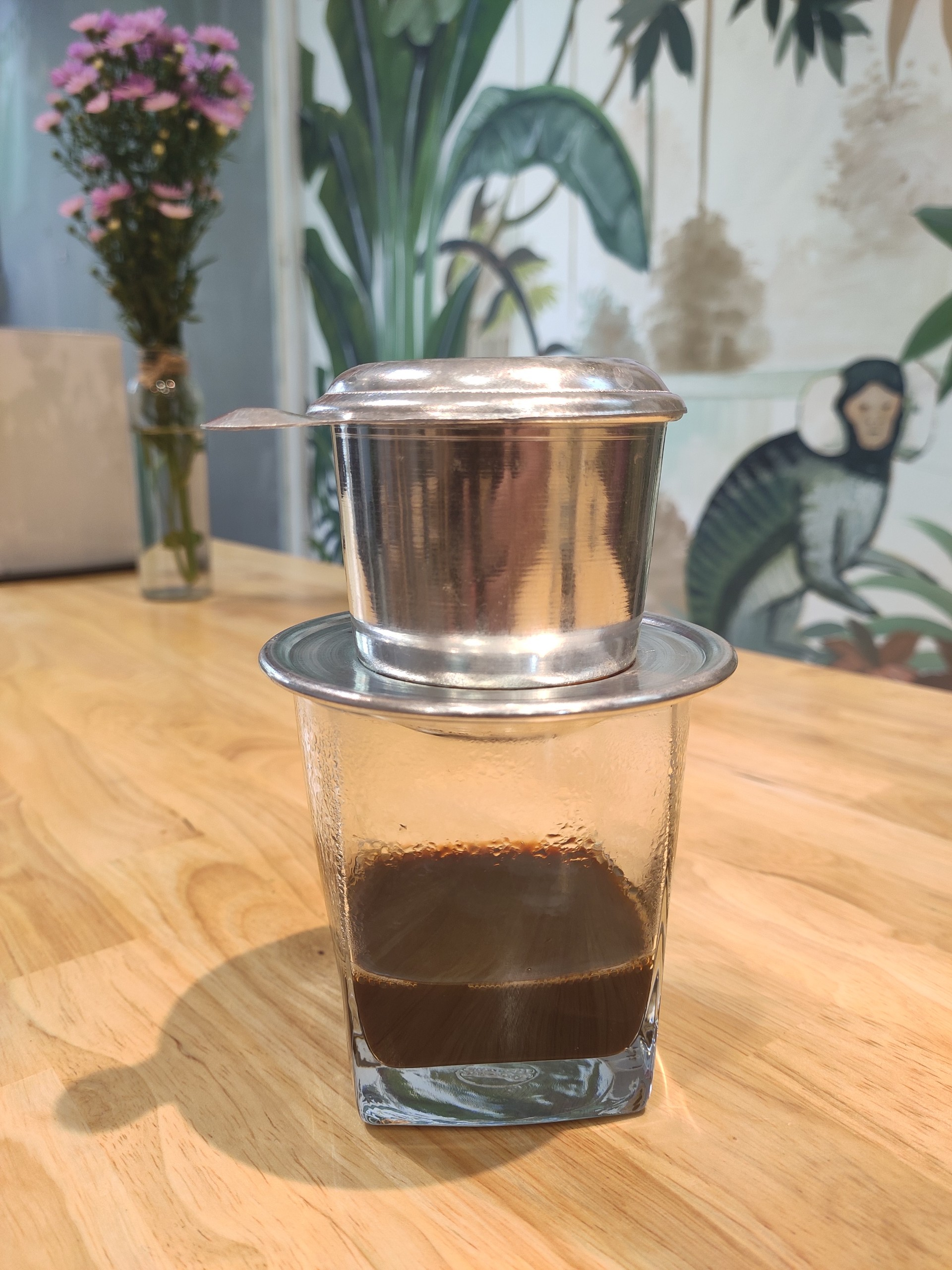
Ly cà phê nguyên chất màu cánh dán

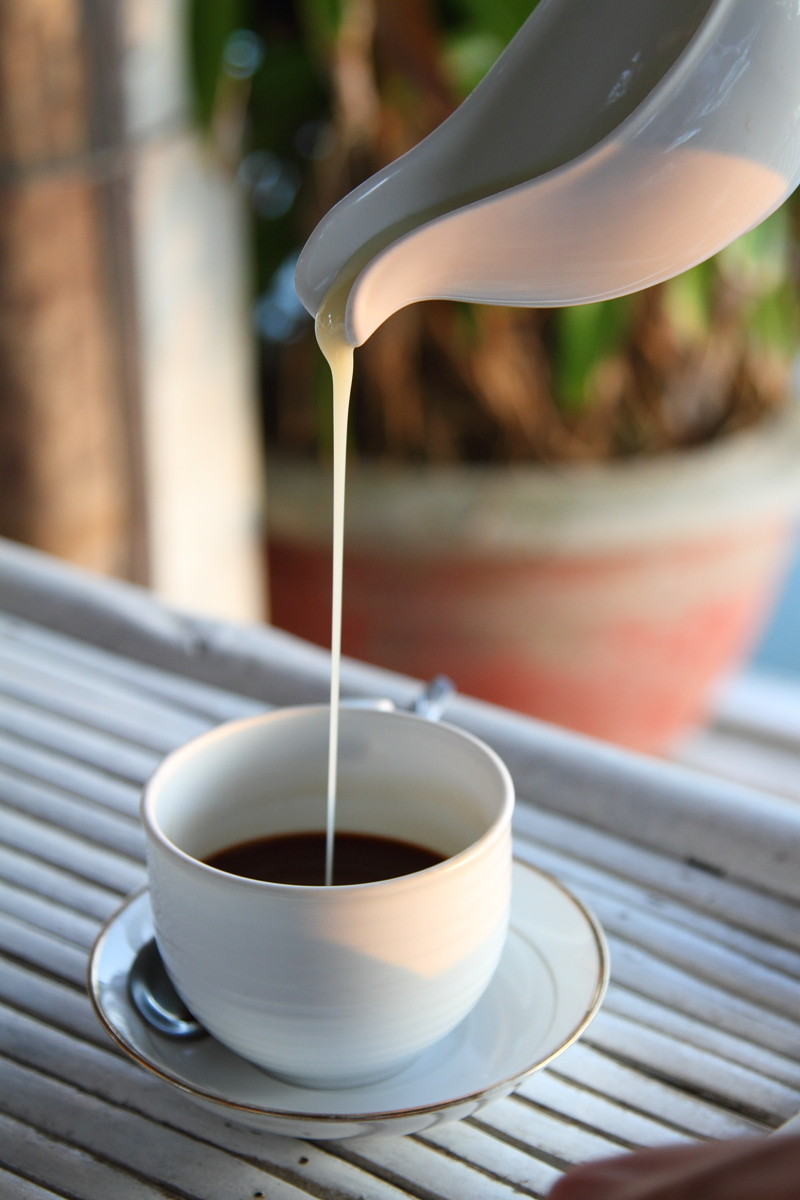
Một tách cà phê ở Việt Nam

Theo một bài báo trong tạp chí chuyên ngành Sleep (Vol.27, Nr.3), để tận dụng được công dụng của cà phê trong việc kích thích sự tập trung và hưng phấn thì nên uống cà phê nhiều lần trong ngày, mỗi lần một ngụm nhỏ, thay vì uống một cốc thật to vào buổi sáng. Cách này đặc biệt thích hợp với những người phải làm việc vào ban đêm: họ sẽ cảm thấy dễ thức khuya hơn cũng như giữ được sự tập trung cao hơn.
Tuy vậy loại đồ uống thơm ngon này cũng có thể có một vài tác dụng xấu đối với sức khỏe. Nó làm tăng đột ngột lượng insulin trong máu, làm mất thăng bằng cơ thể cũng như ảnh hưởng không tốt tới tuyến tuỵ. Đặc biệt đối với những người bị viêm tuỵ thì việc sử dụng cà phê là điều cấm tuyệt đối. Những bệnh nhân bị bệnh tiểu đường cũng không nên dùng cà phê, hoặc nếu có thì chỉ được dùng rất ít. Cà phê nếu dùng quá nhiều cũng có thể làm sưng màng nhầy ở dạ dày. Quan niệm cho rằng uống cà phê với sữa sẽ làm giảm bớt nguy cơ này là hoàn toàn sai lầm. Ca-phê-in sẽ hoà quyện với chất béo trong sữa và nhờ đó bám được ở màng dạ dày trong thời gian lâu hơn.
Những nghiên cứu ngày nay cũng chỉ ra rằng tác dụng lợi niệu của cà phê là không rõ ràng. Ở nhiều nhà hàng người ta thường phục vụ một ly nước kèm theo tách cà phê, với mục đích bù đắp lại lượng nước tưởng như sẽ bị mất của cơ thể. Nhưng thực ra việc uống nước sau khi nhấp một ngụm cà phê chỉ có tác dụng tráng miệng để tiếp tục thưởng thức vị ngon của ngụm tiếp theo, hoặc của các đồ ăn thức uống khác mà thôi.
Trung tâm ung thư quốc gia Nhật Bản ở Tokyo đã thực hiện một thí nghiệm kéo dài 10 năm trên 100.000 người uống cà phê và phát hiện ra trong số họ chỉ có 214 người mắc phải chứng ung thư thận. Trong khi đó ở những người không uống cà phê, tỉ lệ này là 547/100.000, nghĩa là cao hơn hai lần. Từ đó họ rút ra kết luận rằng các chất chống oxy hoá (antioxidant) trong cà phê có khả năng bảo vệ các tế bào thận khỏi bị ăn mòn. Thí nghiệm so sánh cũng chỉ ra rằng trà xanh không có tác dụng bảo vệ trên giống như của cà phê.
Trước đây cà phê từng bị coi là chất gây nghiện và tạo ra chứng bất lực. Tuy nhiên vào năm 1923, qua một thí nghiệm ở người, nhà nghiên cứu Amantea đã phát hiện ra rằng, ca-phê-in không chỉ tăng hưng phấn trong việc quan hệ tình dục khác giới mà còn tăng khả năng đạt cực khoái cũng như tăng số lượng tinh trùng ở đàn ông.
Gần đây nhất, khi người ta e ngại ca-phê-in trong cà phê có thể gây kích thích, và có hại cho sức khỏe nên đã tìm cách rút chất này ra gọi là cà phê khử ca-phê-in.

## Bã cà phê
Bã cà phê (tiếng Anh:Coffee ground) do chứa hàm lượng chất dinh dưỡng cao nên người ta có thể sử dụng bã cà phê làm phân bón hữu cơ cho cây rất hữu hiệu. Phân bón bằng bã cà phê là phân xanh,có thể được trộn kèm với các nguyên liệu thô khác như cành lá khô, giấy báo, rơm, vỏ ngô, mạt cưa... Ngoài việc sử dụng hỗn hợp phân bón, bã cà phê có thể trộn với nước tạo dung dịch tưới cho cây. Trong thành phần của bã cà phê có chứa hàm lượng cao nitơ, magiê, kali hàm lượng ít calci, phosphor, cũng như các chất khoáng khác giúp ích cho sự phát triển của cây. Bã cà phê có tính axit cao nên phù hợp với các loại cây ưa axit và cây ăn củ như cà rốt, củ cải... và còn được sử dụng trong một số trường hợp để làm cân bằng độ pH cho đất có tính kiềm hóa cao. Sử dụng bã cà phê để bón cho một số loại hoa có thể làm thay đổi màu sắc hoa như hoa cẩm tú cầu sẽ đổi sang màu xanh. Bã cà phê còn được sử dụng làm lớp phủ cho đất trồng cây, ngoài việc tăng thẩm mĩ, qua thời gian sẽ ngấm dần xuống bổ sung dinh dưỡng cho đất. Đất có trộn bã cà phê, thu hút giun đất, giun trùn quế sinh sống, chúng hấp thụ mùn và vi sinh vật, phân của giun rất tốt cho cây trồng, kết hợp với tập tính sinh hoạt đào hang trong đất sẽ giúp đất được xáo trộn tơi xốp và thoáng khí. Bã cà phê được rắc xung quanh cây để tránh các loại dịch hại nhỏ như sên, ốc sên và tránh vật nuôi như mèo phá hoại cây non, cây thân mảnh, yếu.
Bã cà phê còn là một chất rửa tay tuyệt vời. Bã cà phê bao gồm nhiều hạt nhỏ và không bị bám dính nên người ta thường sử dụng bã cà phê để làm sạch những vật dụng mà tay không thò vào được như chai lọ hay các ấm đun nước. Ngoài ra, có thể sử dụng bã cà phê để khử mùi tủ lạnh, xe ô tô. Công dụng khử mùi hôi của cà phê khá đa dạng: Từ việc rửa tay sau khi thái tỏi, thực phẩm có mùi mạnh hay cho chúng vào tủ lạnh hoặc tủ đá để loại bỏ mùi hôi; rồi đánh sạch lớp mỡ trên chậu và chảo trong bếp đến việc bỏ một gói bã cà phê khô vào giày để khử mùi hôi giày hiệu quả và tránh mùi hôi chân. Mùi bã cà phê khô với con người là thơm nhưng lại "khó chịu" với một số động vật, vì thế muốn chặn mèo ở phòng nào cứ rắc bã cà phê xung quanh. Cách này cũng hiệu quả tương tự khi muốn chặn kiến, ốc sên vào nhà.
Cuối cùng, bã cà phê là thức ăn yêu thích của nhiều loài giun, vốn là người bạn gần gũi của cây cối.

## Đồ mỹ nghệ từ cây và hạt cà phê
Ngoài ra, các thợ thủ công ở Đắk Lắk (Việt Nam) còn sử dụng thân và gốc cây cà phê già trên 30 năm, được xử lý chế biến và chế tạo với các dụng cụ thủ công, để chế tạo ra các sản phẩm thủ công mỹ nghệ như bàn ghế từ gốc và thân cây cà phê, tượng mỹ thuật từ tua rễ, cây thế, các độc bình u, tường rào, gạt tàn thuốc, lọ cắm hoa, khay bàn... Thông thường, thân và rễ cây sau khi được làm sạch, sẽ được ngâm nước đúng 48 giờ để thân cây thêm chắc và đưa ra nạo lớp da vỏ bằng tay và dụng cụ mềm để tránh thương tổn đến lớp vỏ lụa bên trong. Sau giai đoạn xử lý bằng cách ngâm hóa chất, chống mối mọt suốt 3 ngày, nguyên liệu được rửa sạch và cho vào luộc sôi trong 90 phút, sau đó đem ra sấy khô chầm chậm ở nhiệt độ 40 độ C rồi mới đưa vào kho chứa hàng. Thân và rễ cây sau khi được xử lý, sẽ được chạm khắc và sáng tạo bằng tay theo cách làm của mỗi nghệ nhân. Với bàn tay tài hoa cộng với thế cây được tạo ra từ mẹ thiên nhiên sẽ tạo ra được những tranh tượng độc đáo, có thể coi là các tác phẩm mỹ thuật có giá trị về cả mặt nghệ thuật lẫn vật chất. Ngoài ra, các thợ thủ công còn làm ra các tranh mỹ nghệ khảm từ hạt cà phê. Loại tranh khảm này vừa có tính mỹ thuật cao, vừa tỏa ra hương thơm đặc biệt của cà phê.

## Hình ảnh

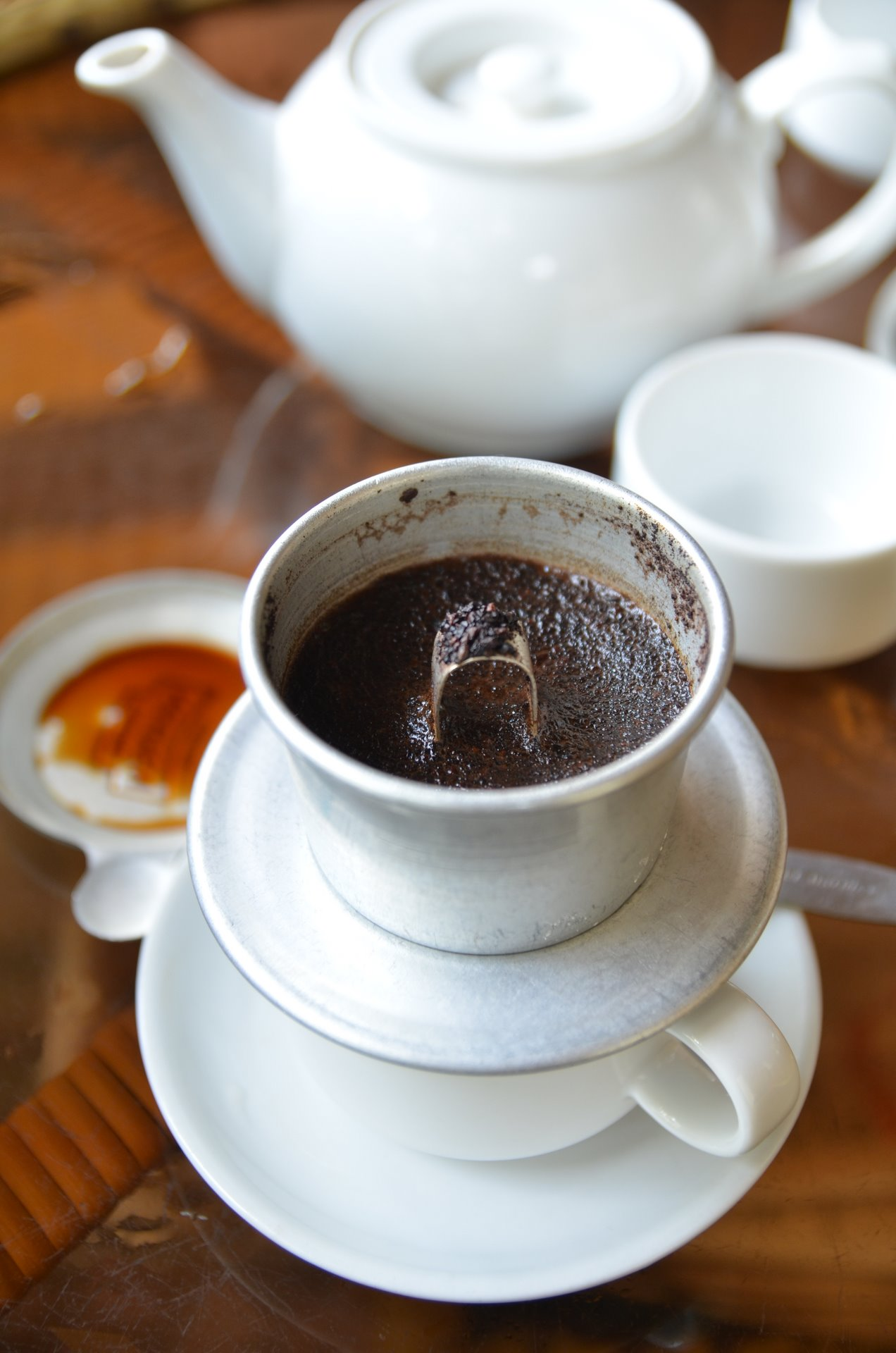
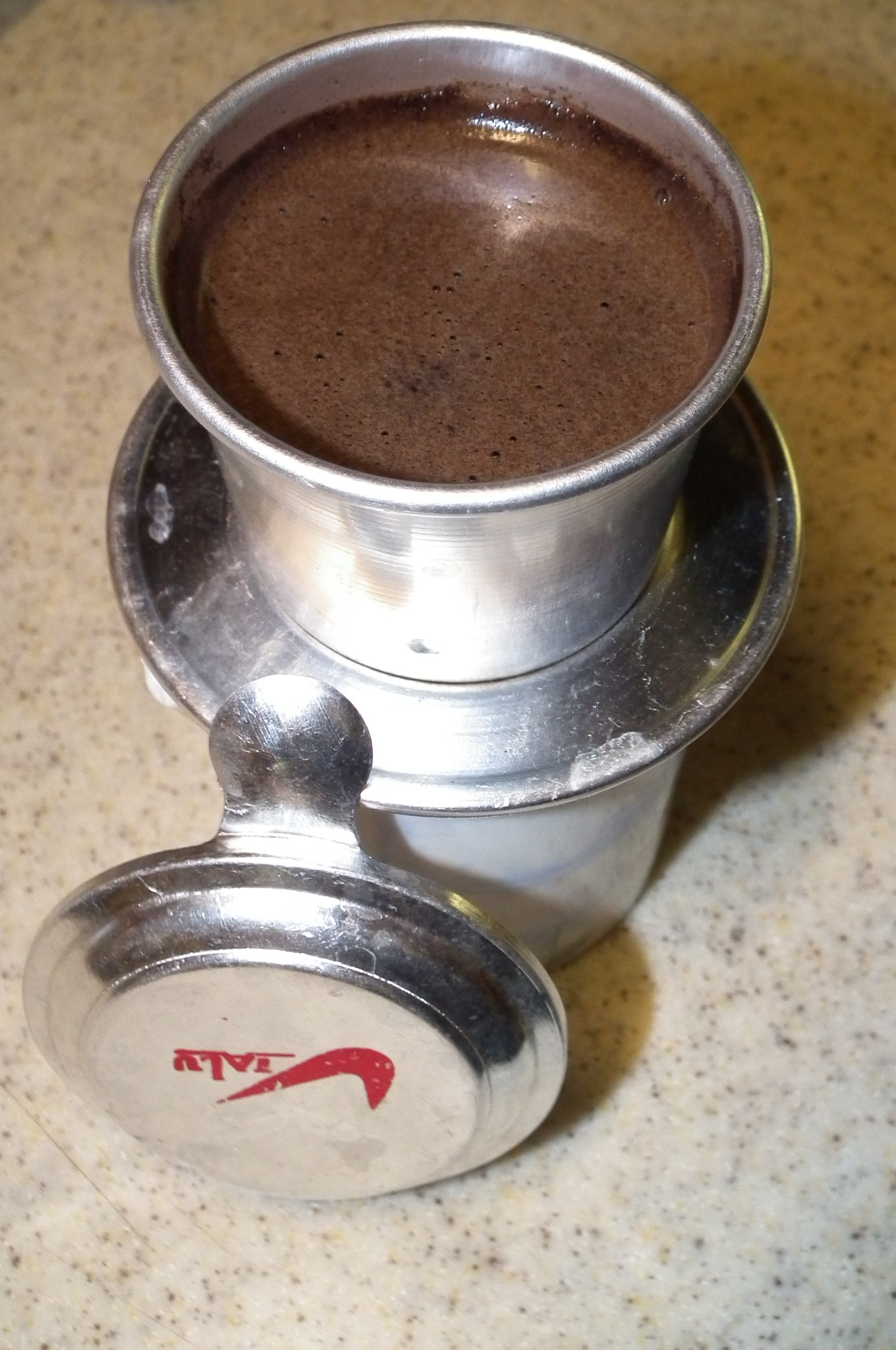
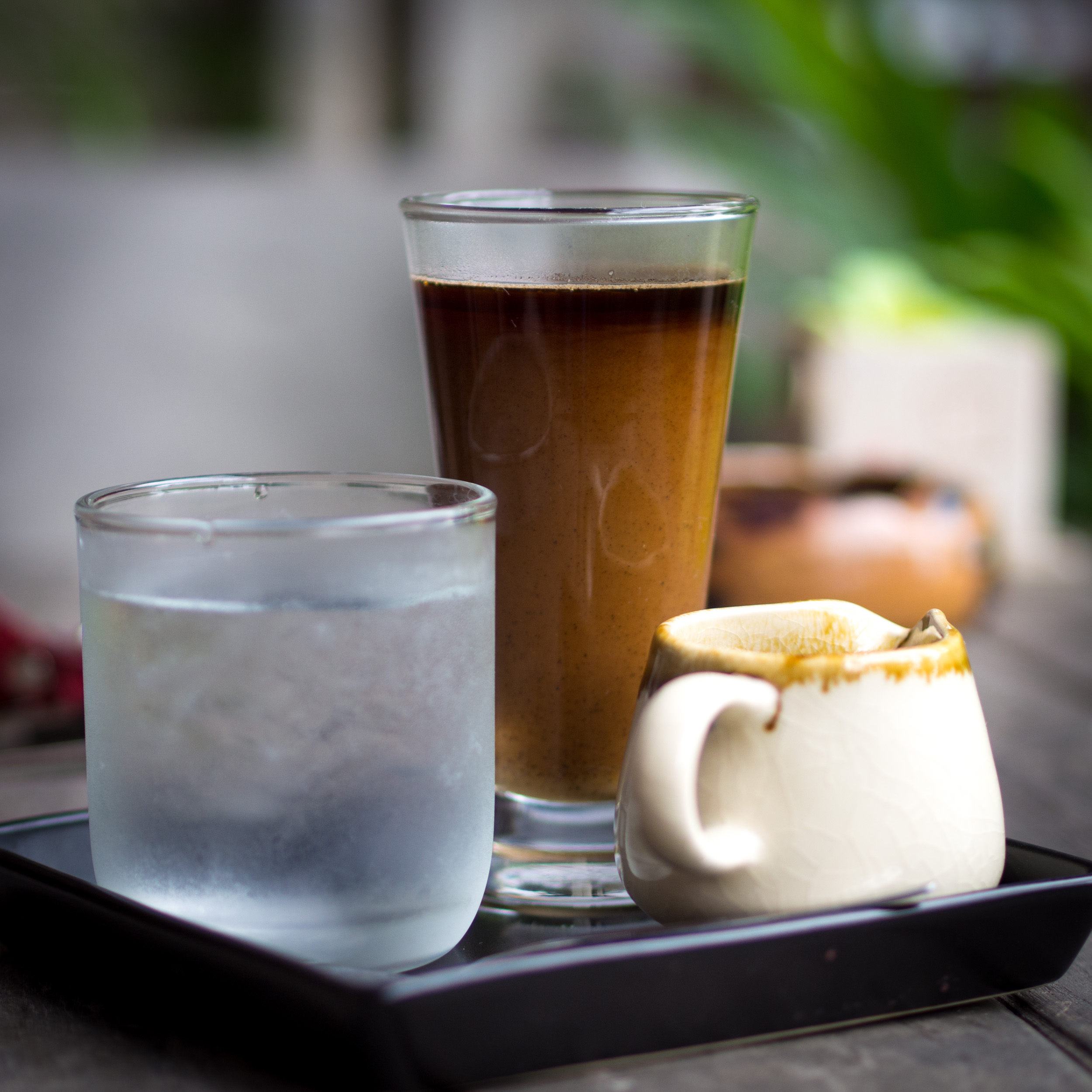
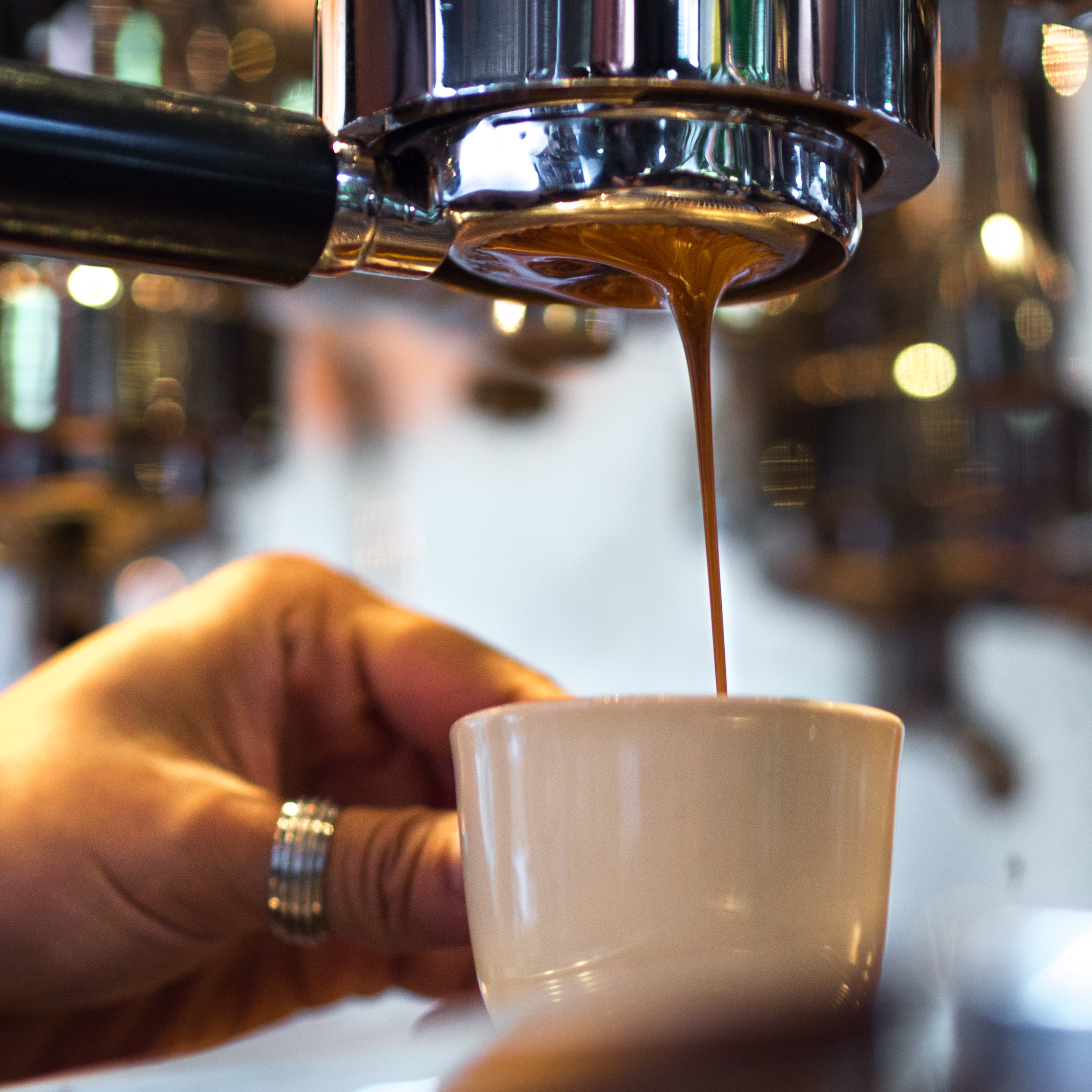
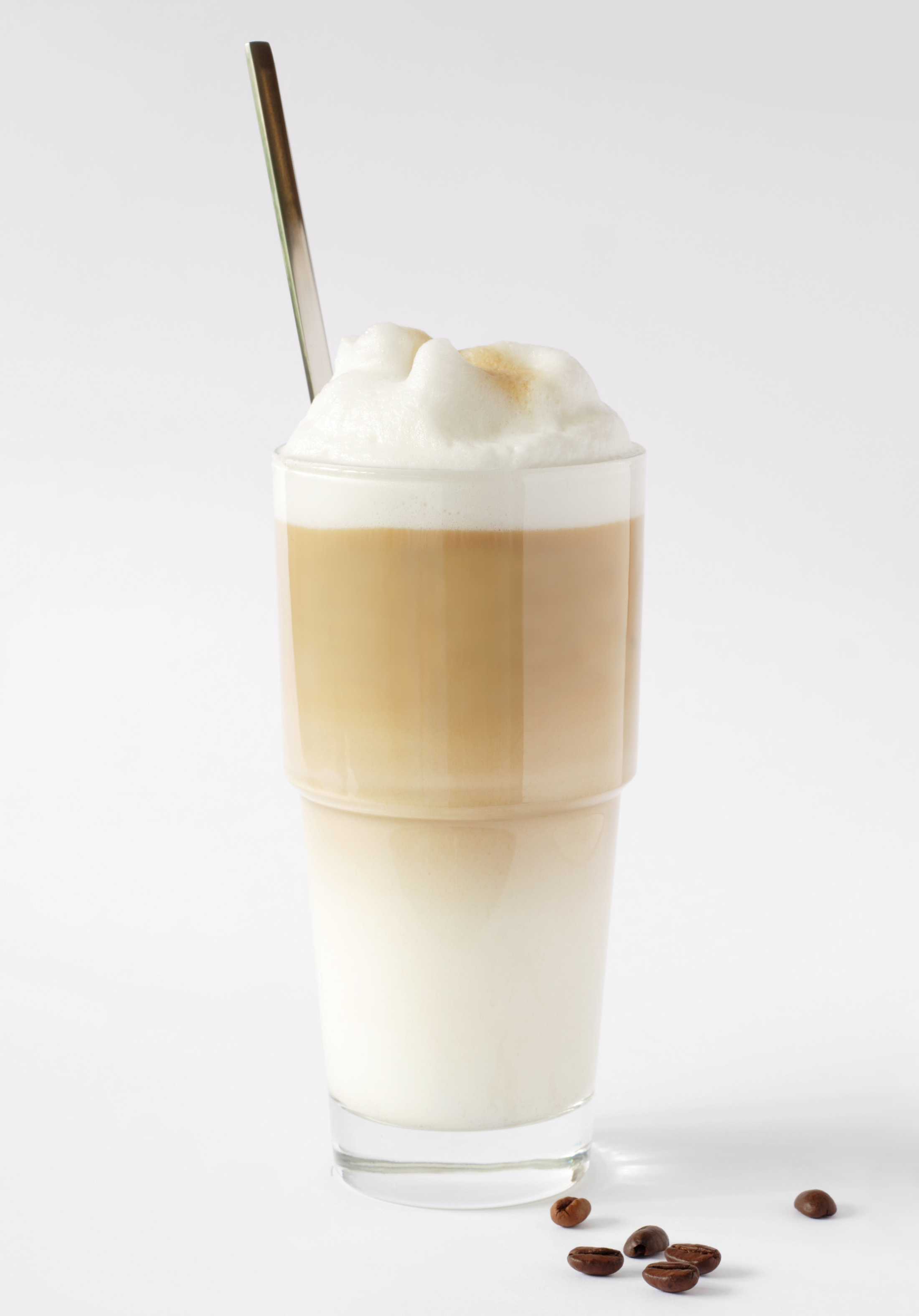
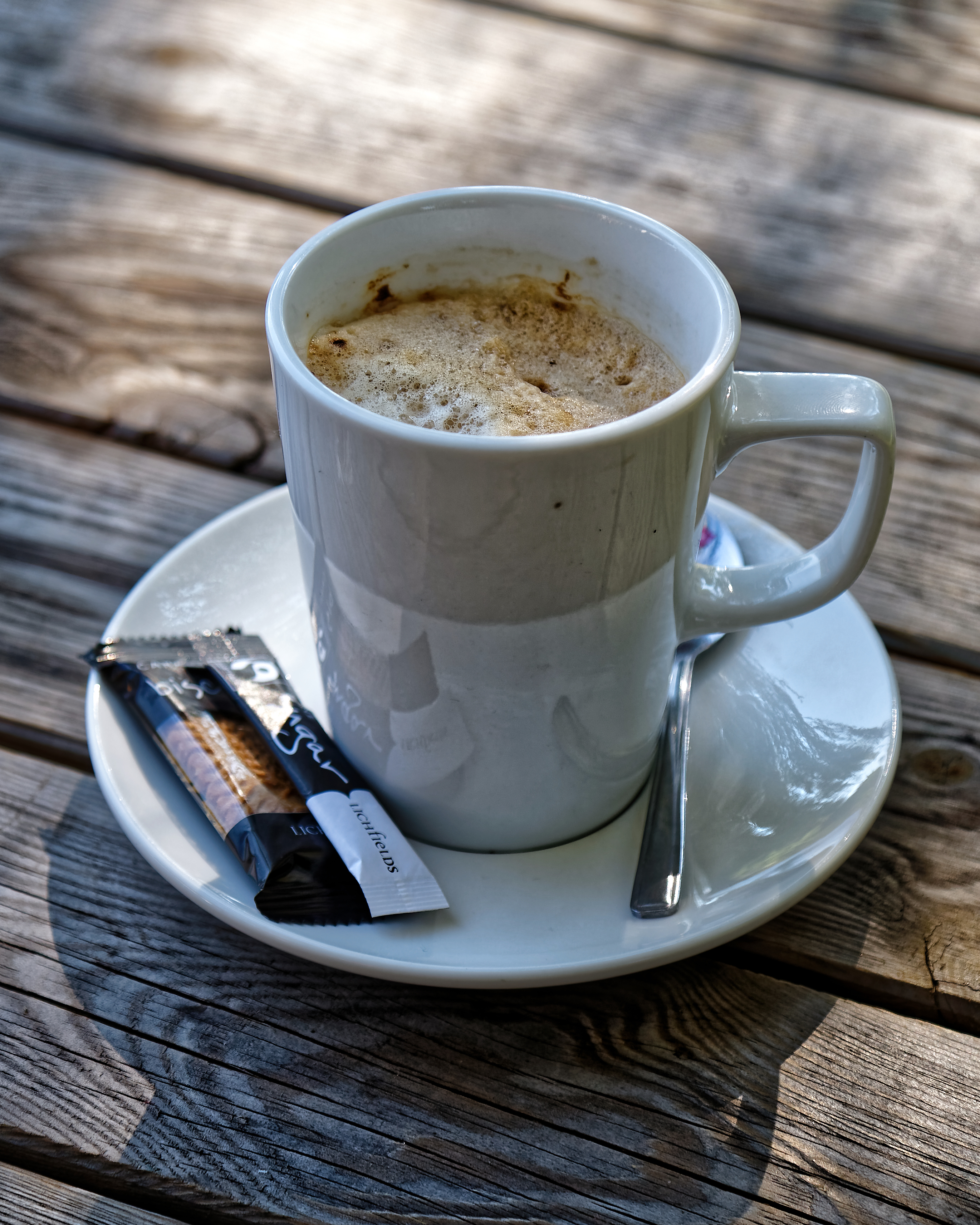